# 尼崎中央・三和・出屋敷商店街

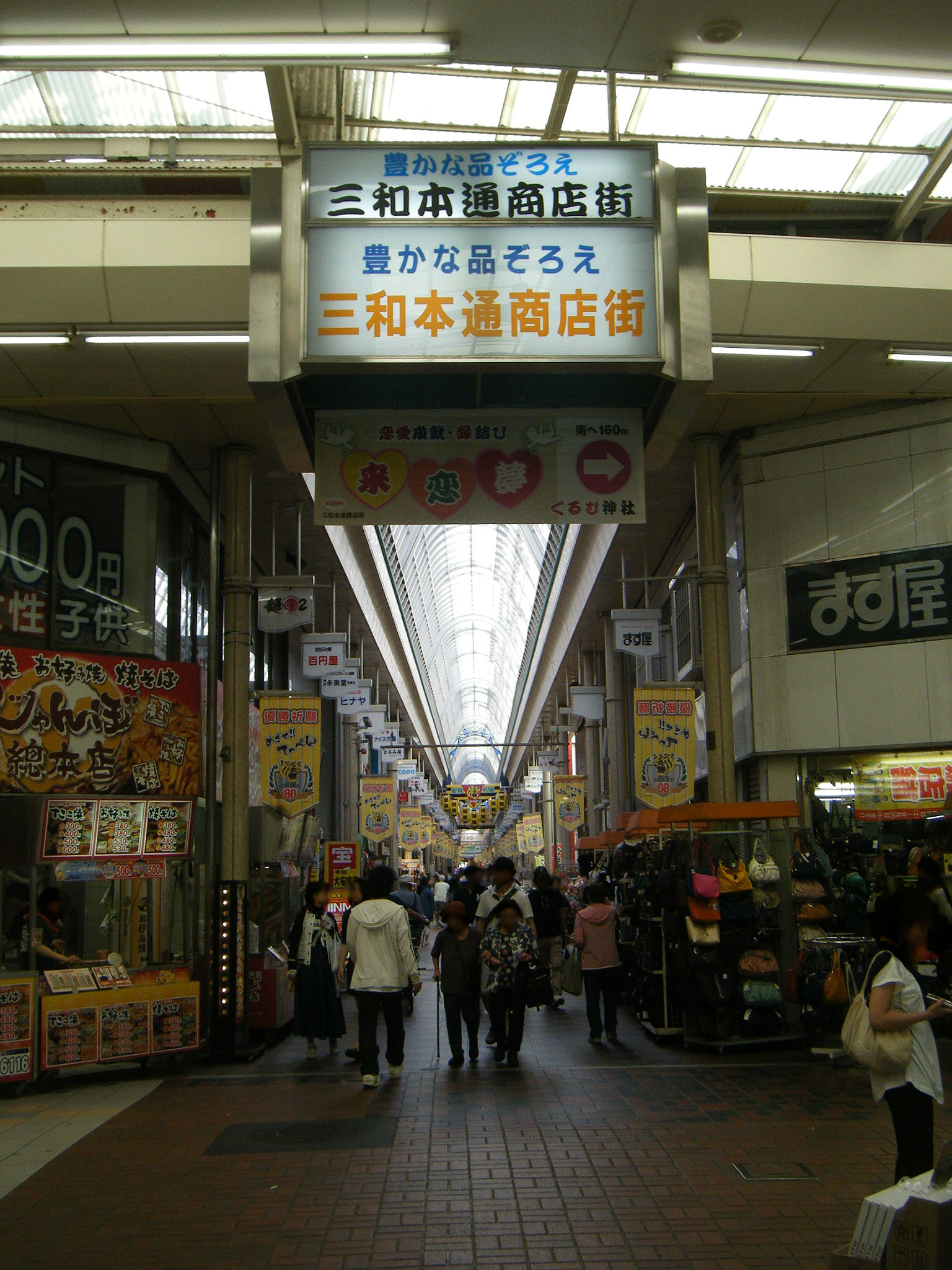
商店街の交差点　「三和本通商店街」と、奥へ延びる「尼崎中央商店街」。

尼崎中央・三和・出屋敷商店街（あまがさきちゅうおう・さんわ・でやしきしょうてんがい）は、兵庫県尼崎市の阪神尼崎駅から出屋敷駅に渡って周辺へ延びる商店街群である。「元気街（げんきまち）」の愛称も付けられている。
本稿では「元気街」に含まれる商店街・市場・駅前商業施設の他、商店街に関連するチェーンストア等についても述べる。

## 概要

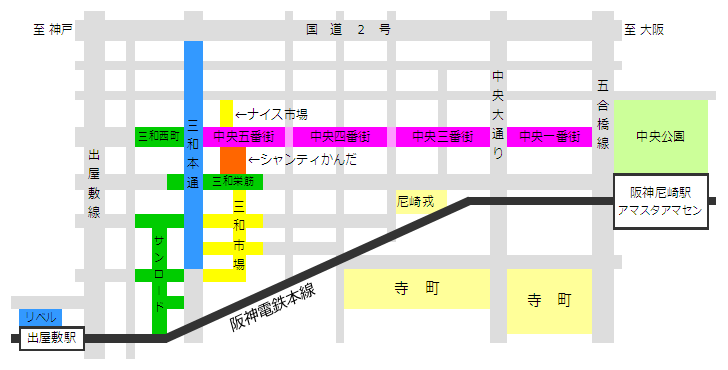
尼崎中央・三和・出屋敷商店街　周辺地図

通りが東西南北延べ約2kmに渡る大規模なアーケード街には、約600軒の店舗があり、古くから尼崎市の中心市街地として発展してきた。しかし、尼崎市の人口減、個人商店の後継者難、同市周辺に大型店が相次いで開店したこともあり、閉鎖する店舗も続出、「シャッター街」化の危機に直面する。
そこで近年、まちづくり支援のための組織が誕生、さらに尼崎市の出資を受けて「株式会社タウンマネージメント機関尼崎」が設立され、大学との協同研究など、活性化のための様々な試みがなされている。その中で、プロ野球阪神タイガースの応援イベントは全国的にも注目された。また、「アマレンジャー」なるご当地ヒーローもイベントに登場している。
地元ではこの地域に対し「三和」という名称が比較的よく使われている。マスコミからは「尼崎駅前商店街」などと呼ばれることが多い。

## 店舗

### 商店街・市場
尼崎中央商店街、三和本通商店街を主軸として東西南北に延びる商店街群は、エリアによってそれぞれ通りの名前や市場名で呼ばれている。

#### 中央一番街（尼崎中央商店街）

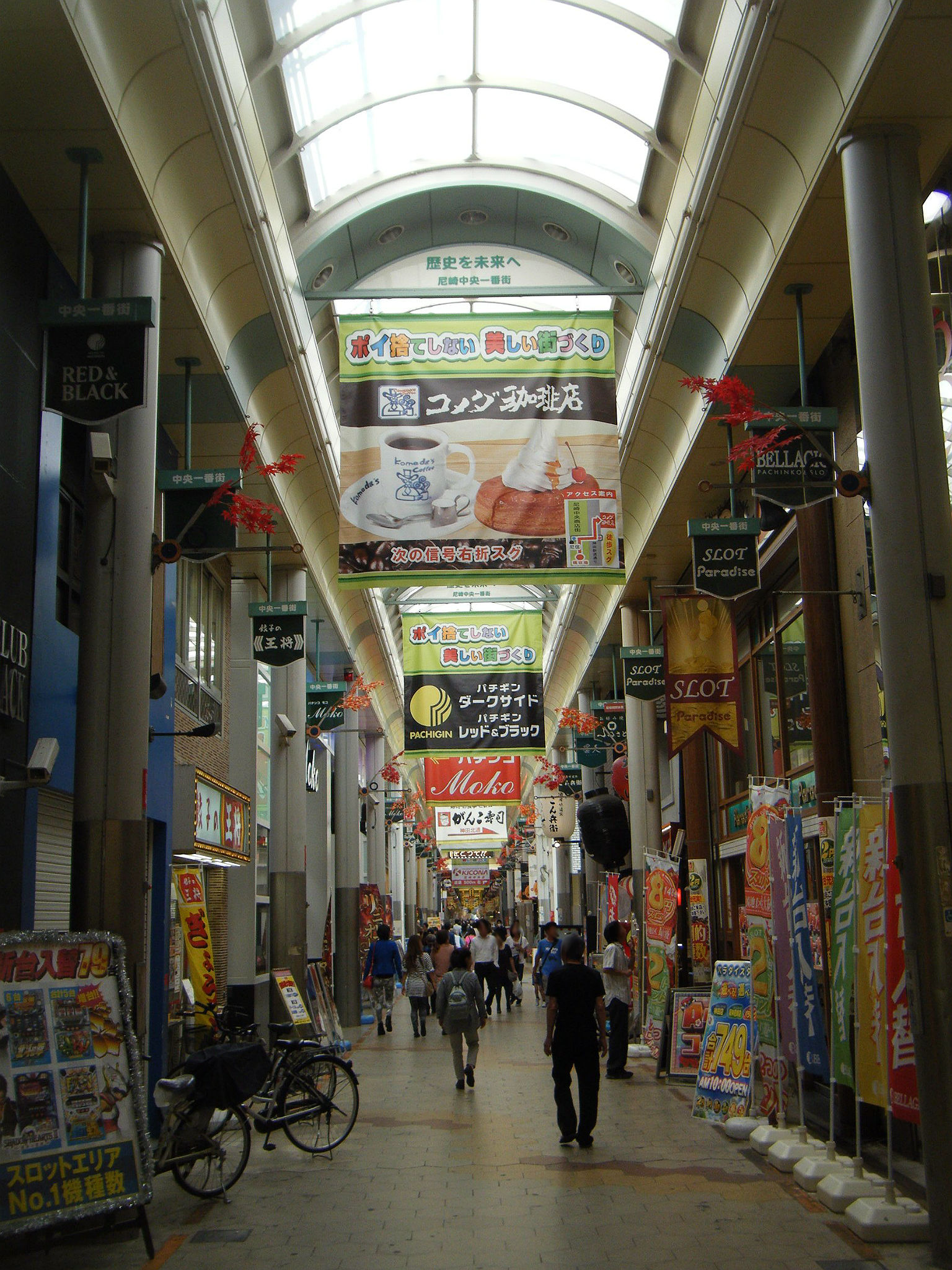
中央一番街

東西約640mに渡る尼崎中央商店街の東端にある通り。阪神尼崎駅からの玄関口でもあり、駅北の中央公園西側の車道、五合橋線を渡るとすぐに、一番街の入口がある。神田中通二丁目に相当する地域。
- 神田新道などの歓楽街に隣接していることもありパチンコ店や飲食店が多く、各店舗の間口も比較的広い。
- アーケードの吊り看板は、他の通りと異なり各店舗独自のデザインが特徴だったが、後に看板の意匠は統一された。

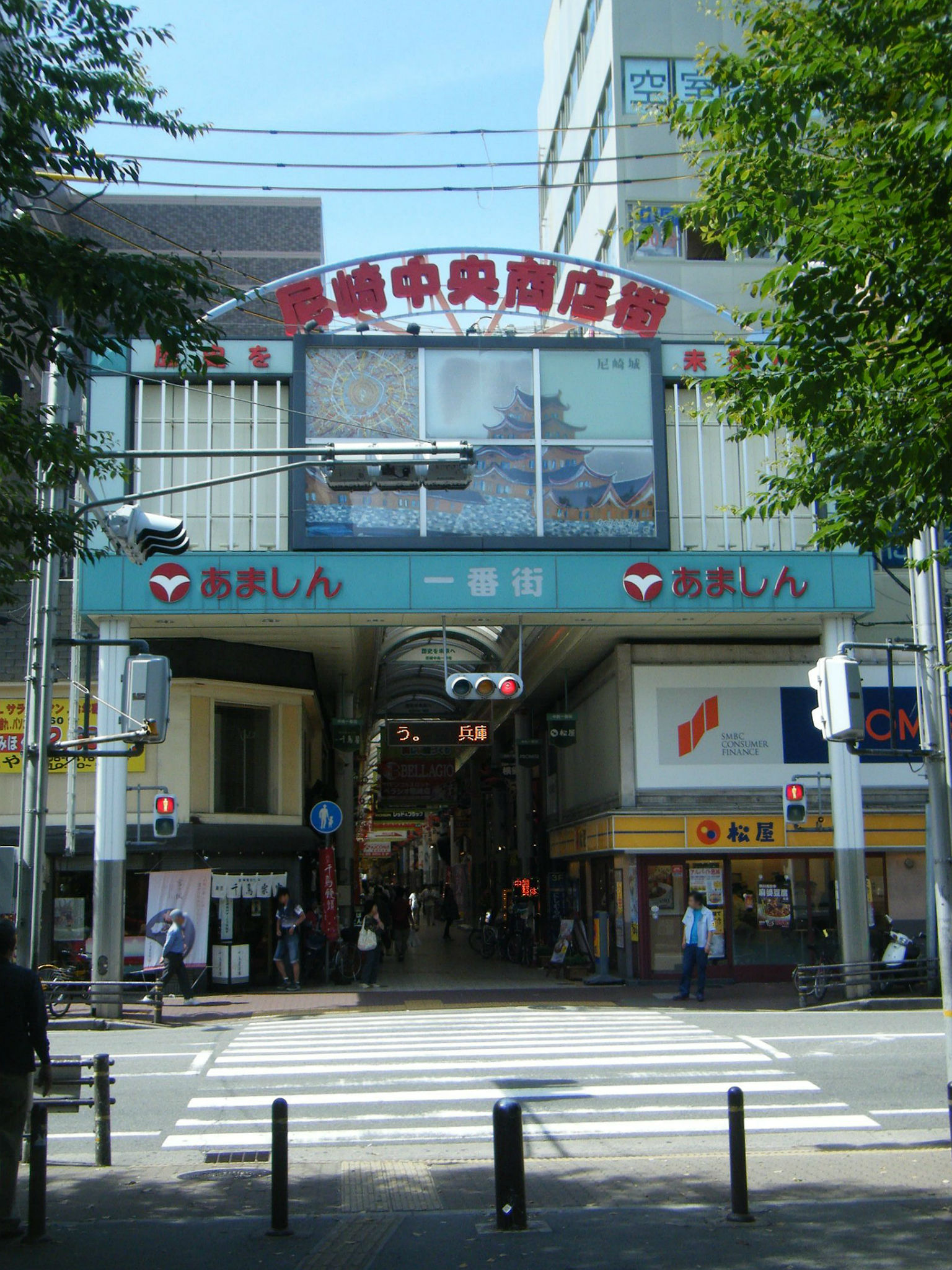
東側入口
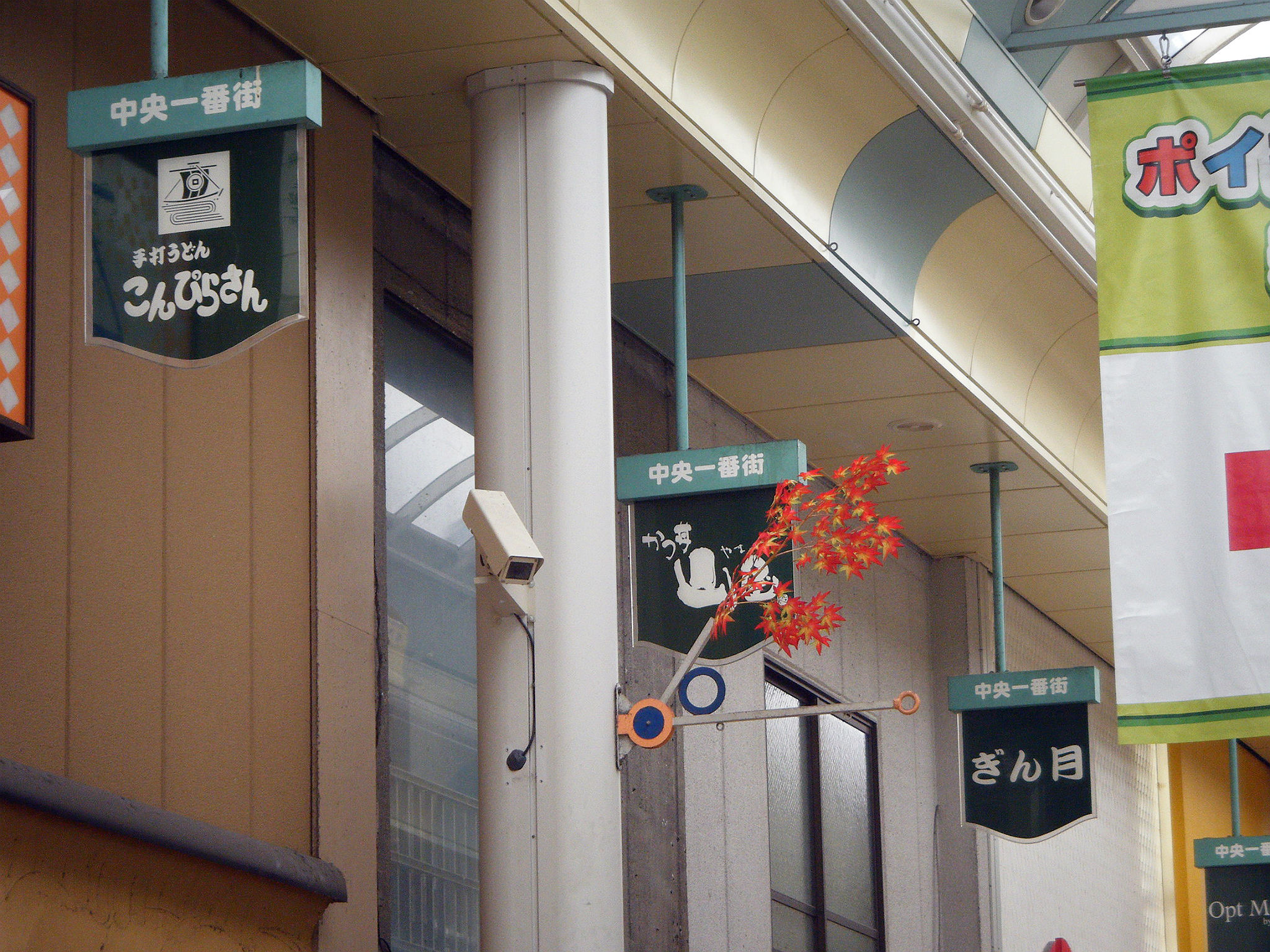
商店街ごとにデザインが異なる、アーケードの吊り看板

#### 中央三番街（尼崎中央商店街）

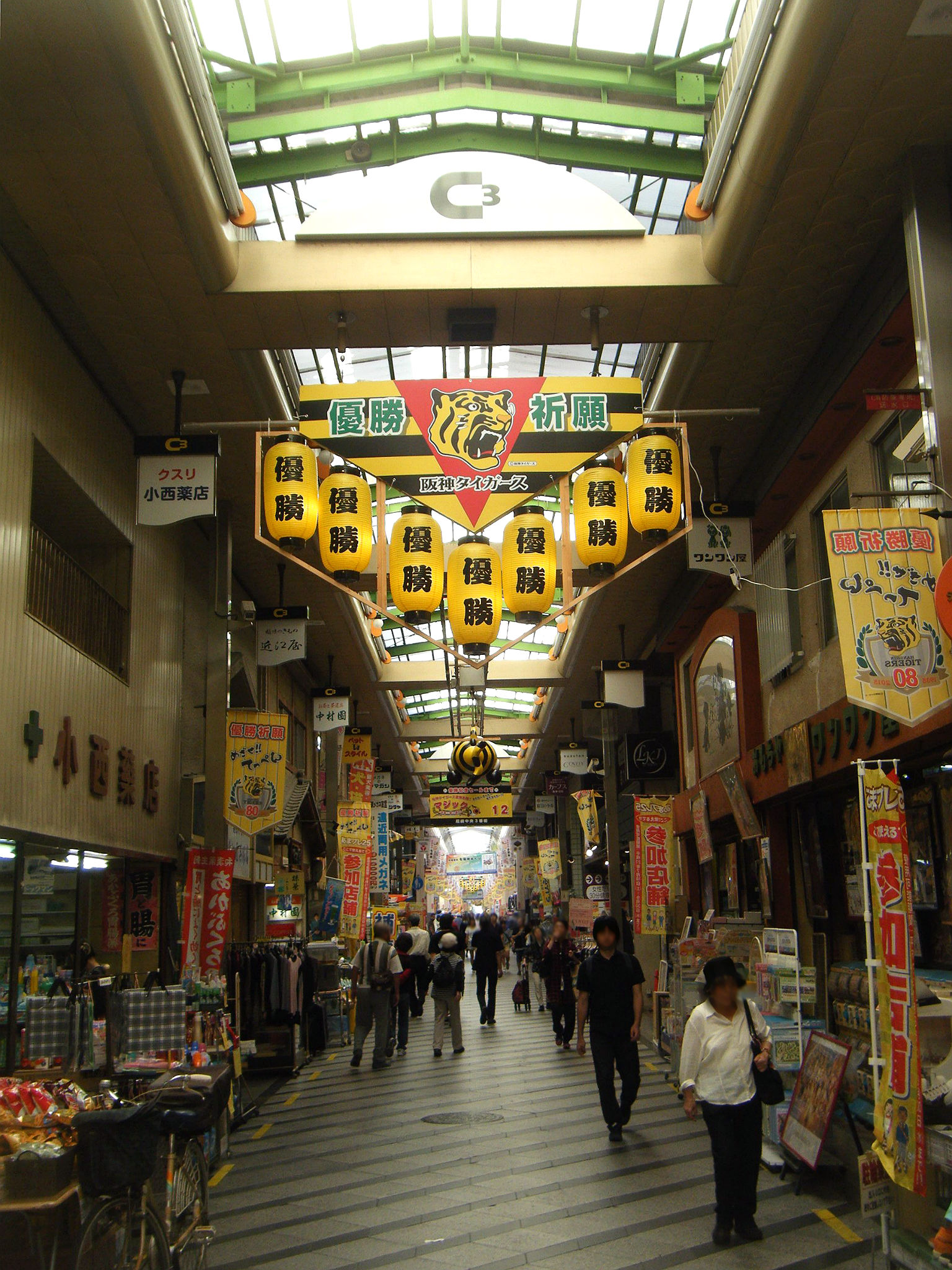
中央三番街

車道（中央大通り）を挟んで一番街の西方へ続く通り（ちなみに、中央二番街は存在しない）。途中に車道との交差点が1カ所ある。神田中通三丁目に相当する地域。
- アーケードの吊り看板は黒地に黄文字「C3」ロゴ。
- アーケードに、商店街が応援する阪神タイガースの「日本一早いマジック」点灯ボードが吊るされていることで有名。マスコミ等でも紹介された。ボードは天井のレールに吊るされた虎柄の魚型マスコット[注 2]に取り付けられ、シーズン開幕直後から「マジック[注 3]」を表示して通りを十数メートル往復する[注 4][注 5]
- アーケードには同じくタイガース応援関連として「参虎殿」と呼ばれる黄色の鳥居も吊るされている。
- 通りの南方すぐに尼崎戎神社があり、正月や十日戎等には参道となる。また、通りより高さ17mの大鳥居[1]を臨むことができる。

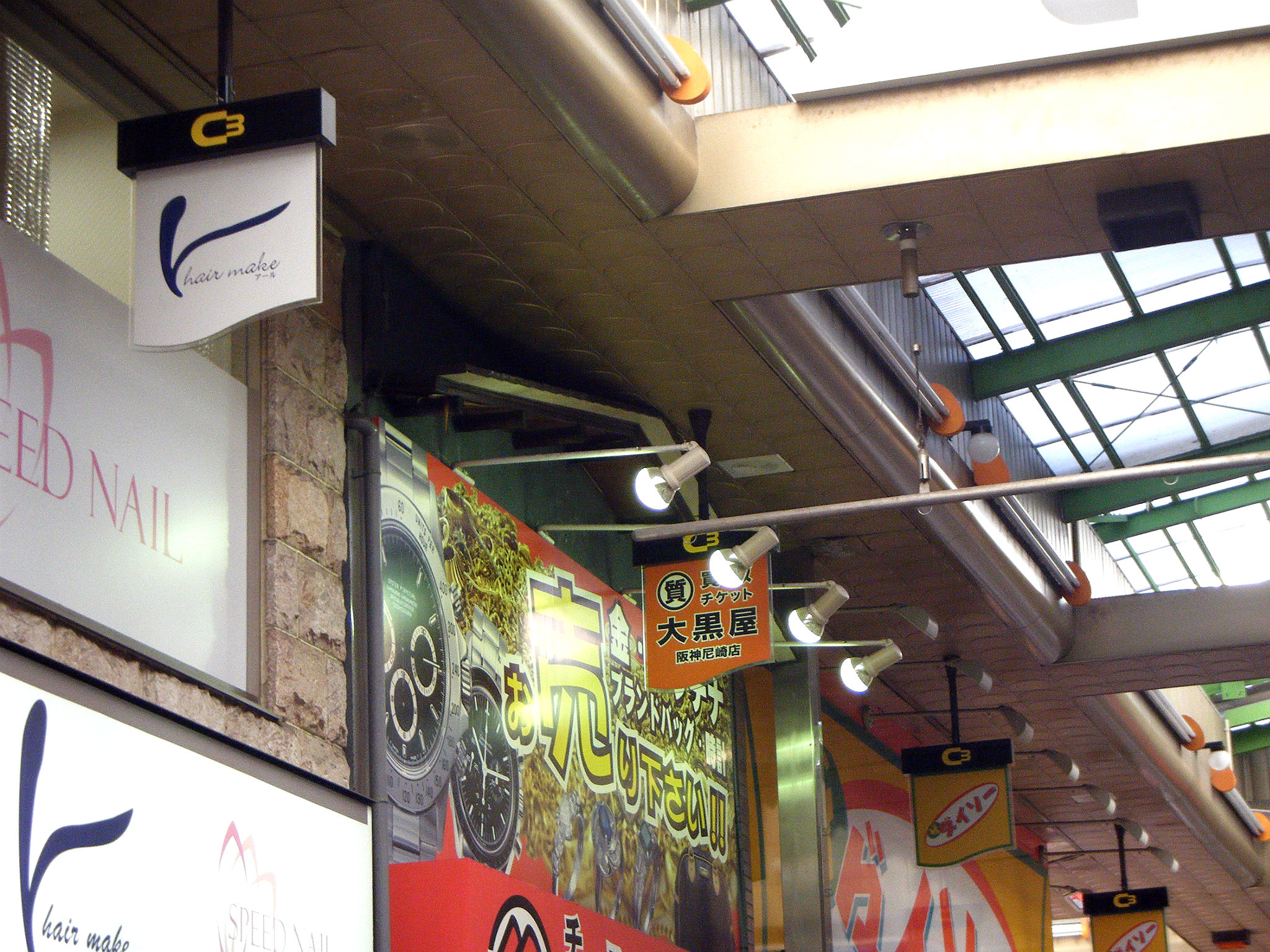
三番街のアーケード吊り看板
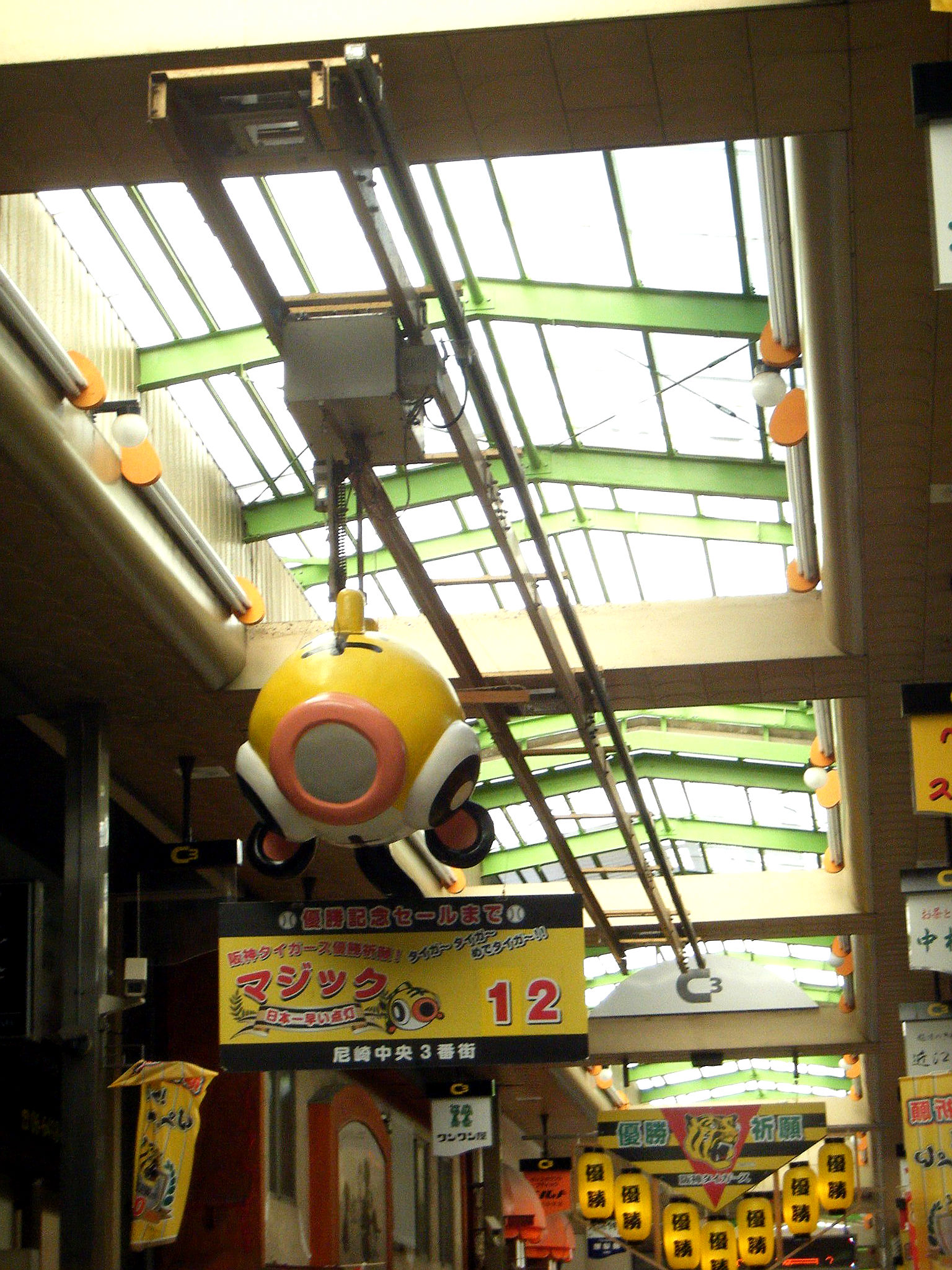
「日本一早いマジック」点灯ボード
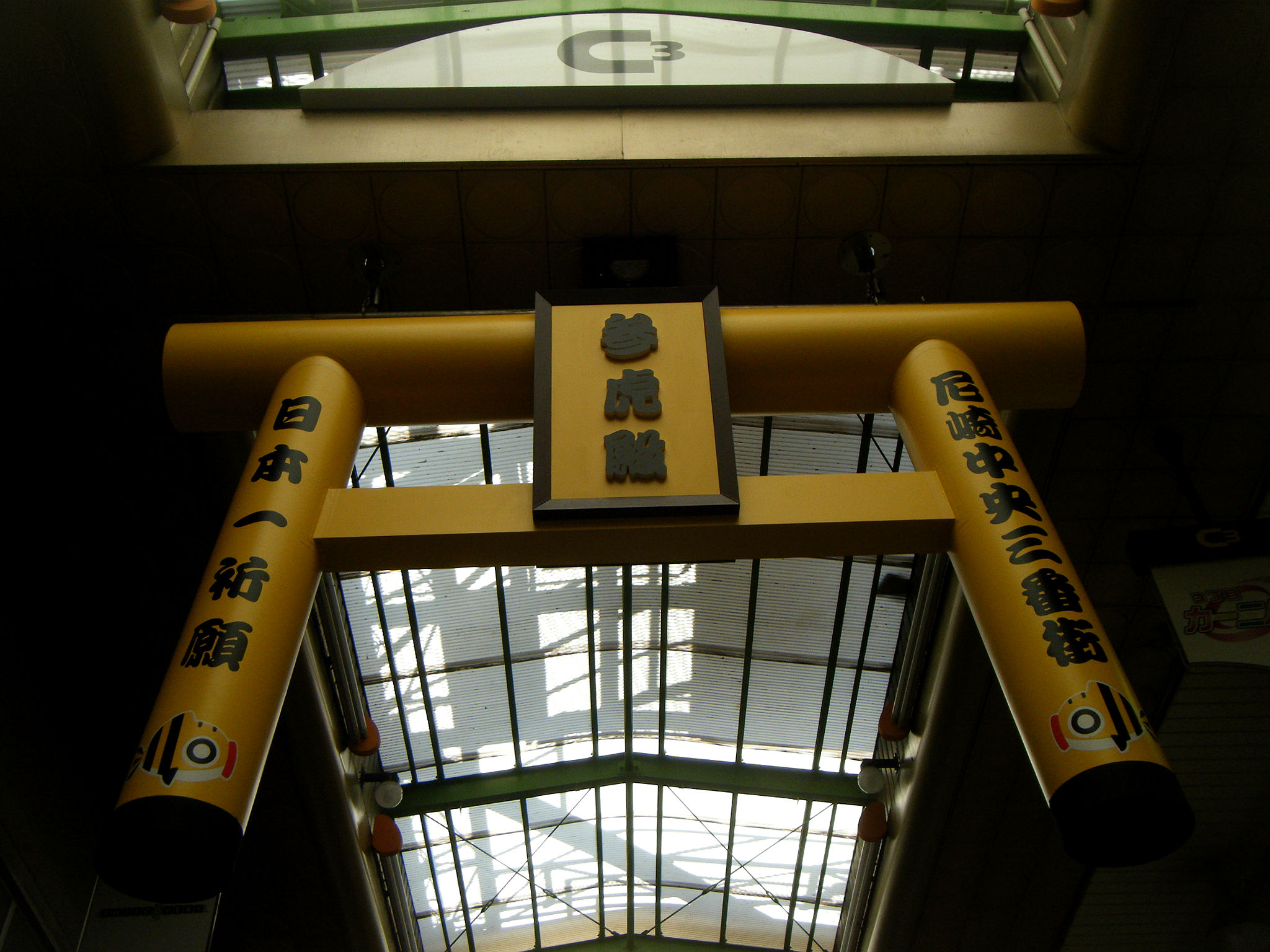
「参虎殿」と書かれた鳥居
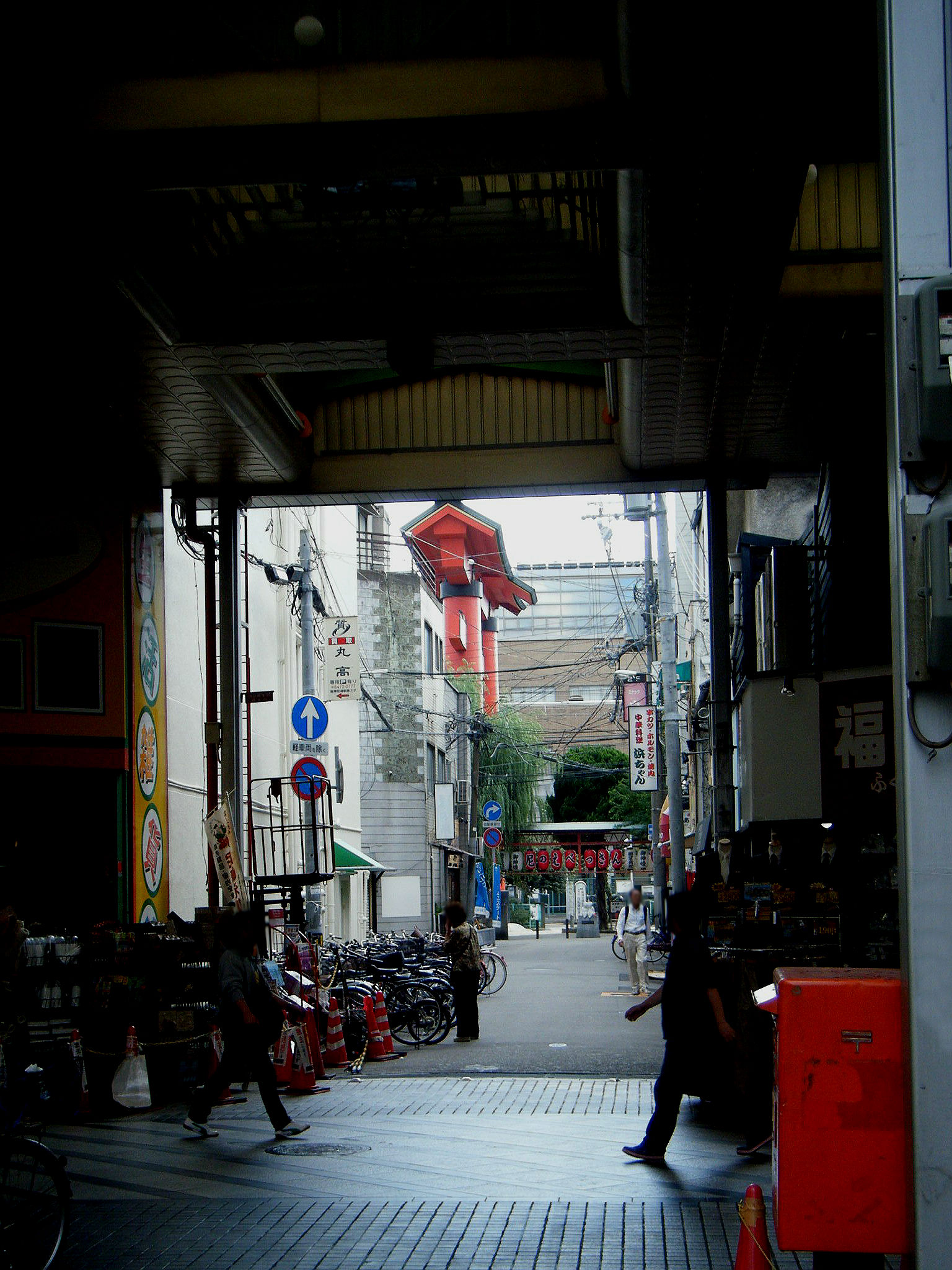
三番街より臨む、尼崎戎神社の大鳥居

#### 中央四番街（尼崎中央商店街）

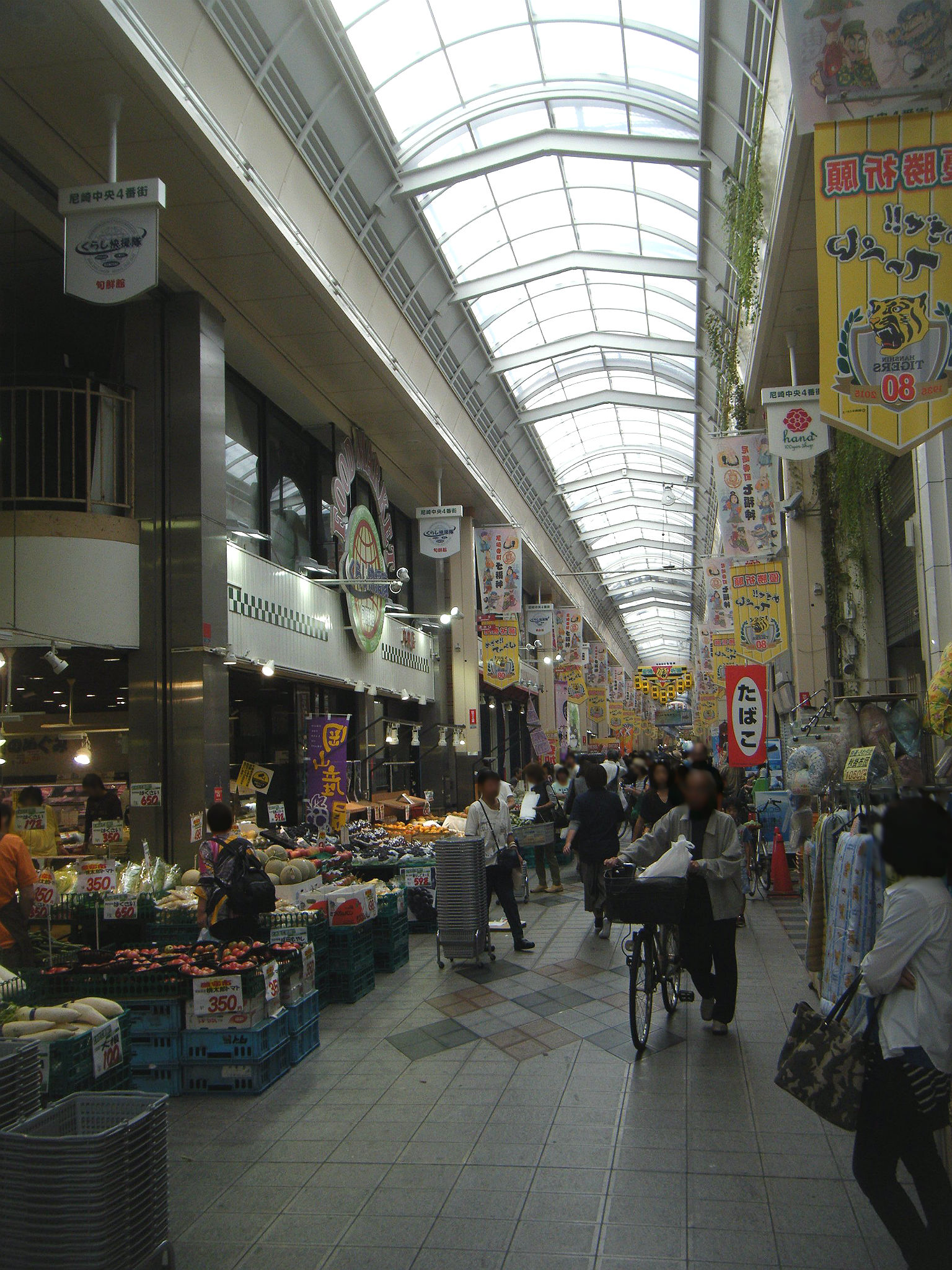
中央四番街

車道を挟んで三番街の西方へ続く通り。途中に車道との交差点が1カ所ある。神田中通四丁目に相当する地域。
- アーケードの吊り看板は「尼崎中央4番街」と書かれている。改装前は、シンボルマークとしてクローバーが描かれていた。
- 2010年3月にアーケードおよび舗装が改修され、柱のショーケースには「メイドインアマガサキ」と称して地元特産の認証商品27点が展示されている[2]。
- 途中交差する車道は南方の寺町への参道ともなっており、アーケード天井には地元出身の漫画家・尼子騒兵衛のイラストが描かれた「七福神絵ドーム」がある[2]。
- 通りにはWi-Fi（無線LAN）環境が整備され、スマートフォンやタブレットなどを持ち歩けば店舗の動画CMや寺町の情報などを観ることができる[2]。
- スーパー等、食料品を扱う店が多い。
- 江戸時代から続くかまぼこを販売する枡千がある。
- 通りには、長崎屋（後述）が営業していた。

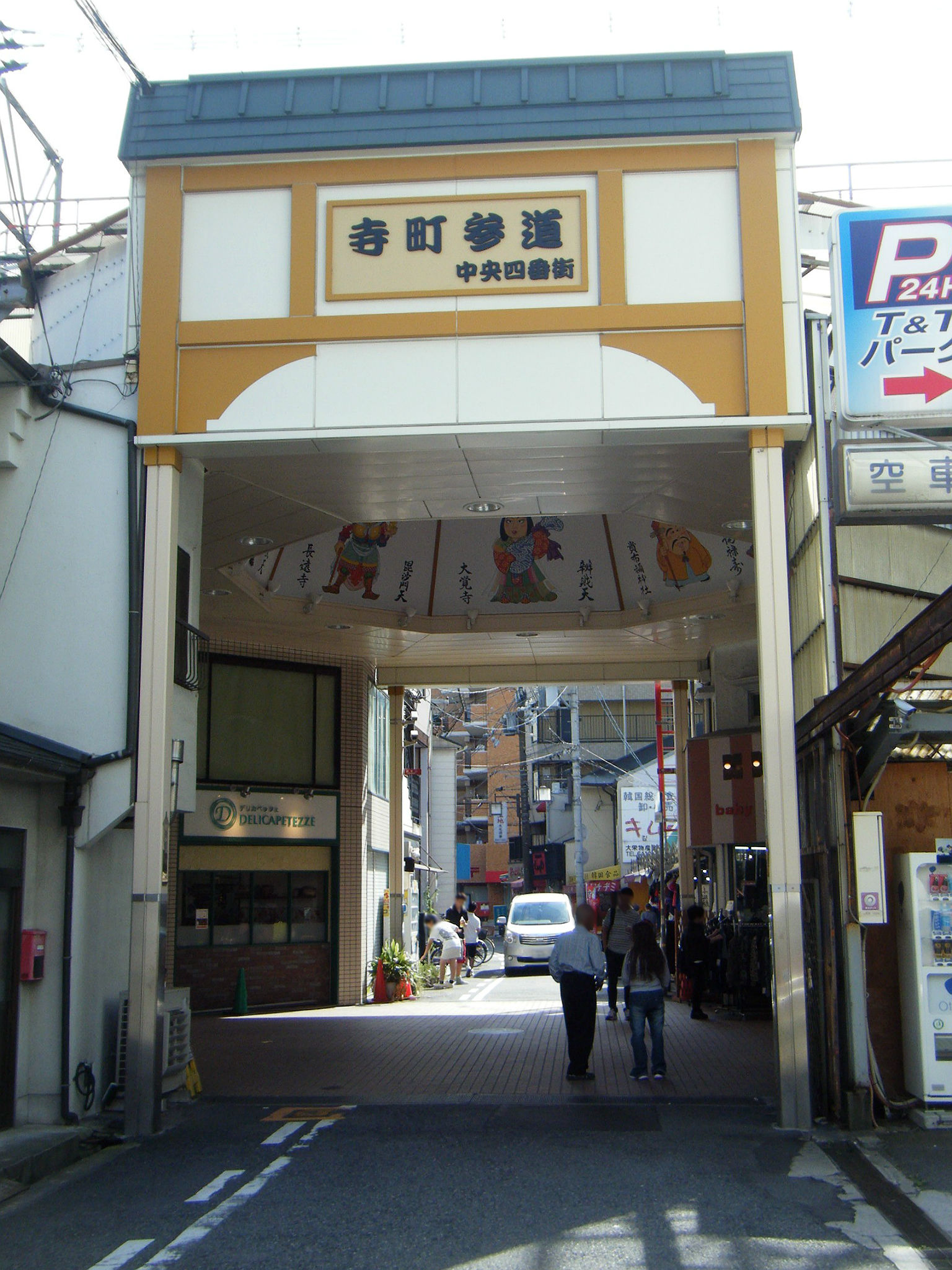
中央四番街と交差して奥（南方）へ延びる、寺町への参道
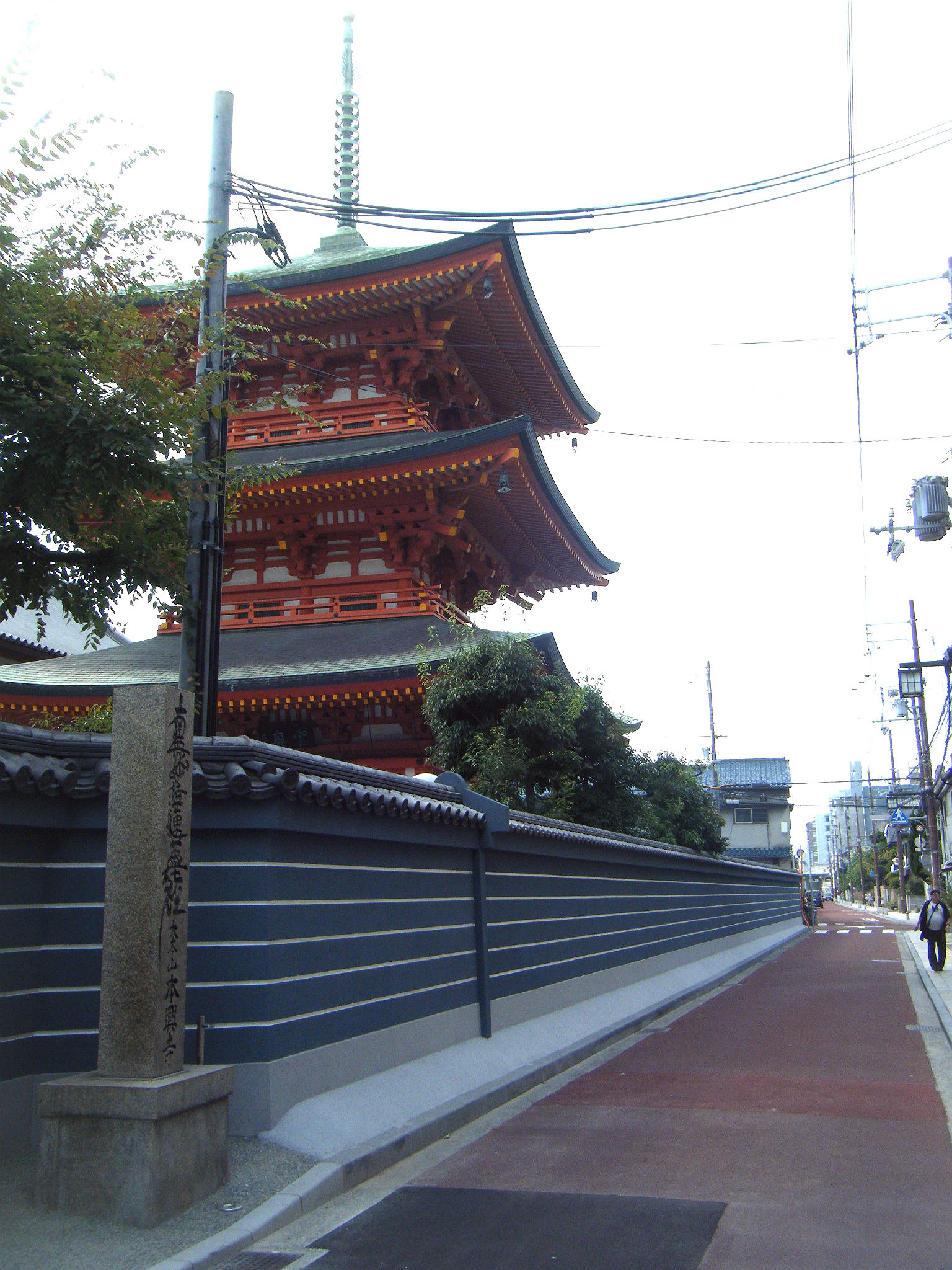
寺町の通り

#### 中央五番街（尼崎中央商店街）

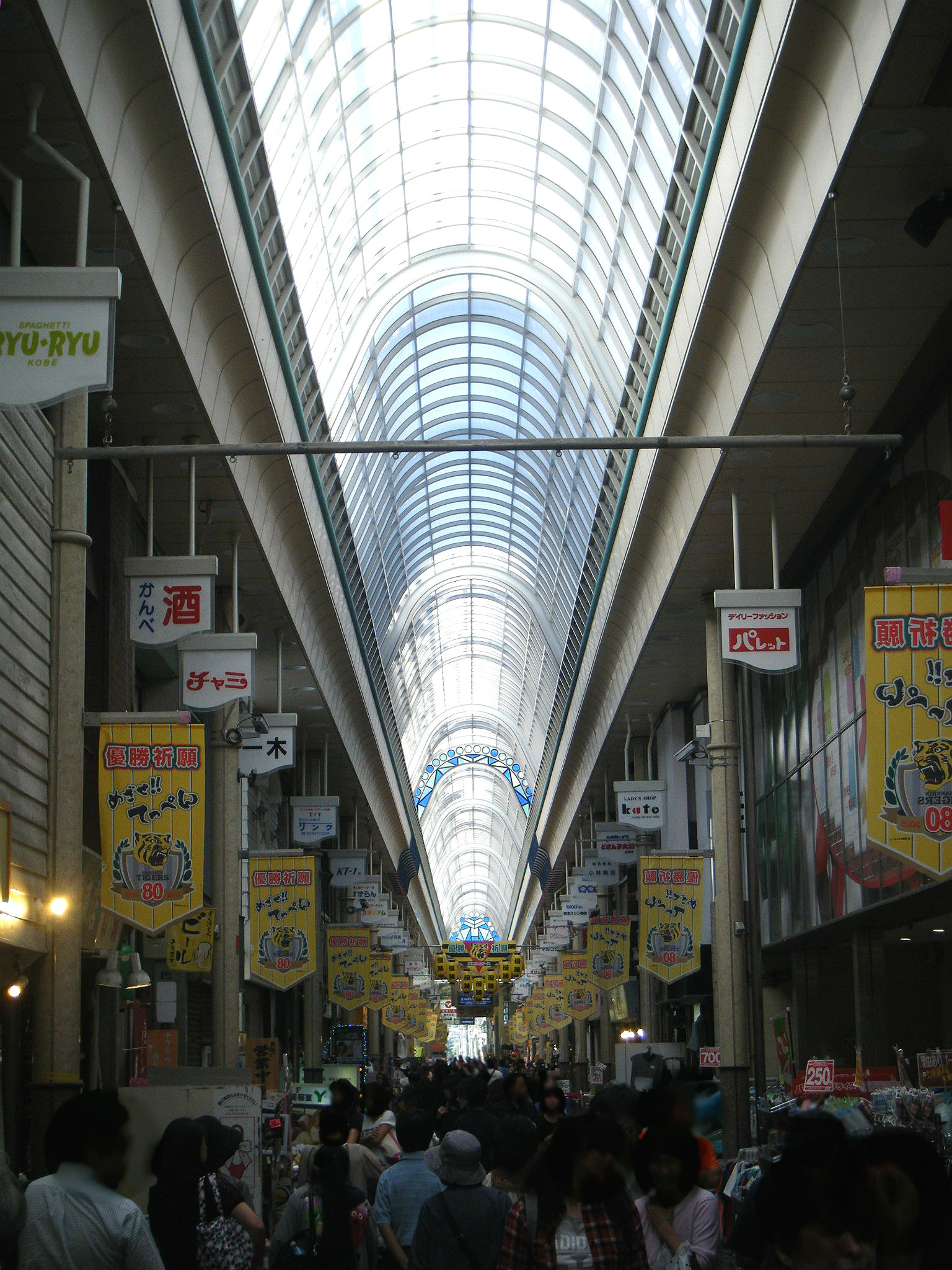
中央五番街

車道を挟んで四番街の西方へ続く通り。一番街より続く中央商店街の西端に位置し、通りの終点で三和本通商店街および三和西町商店会と接続する。神田中通五丁目に相当する地域。
- 他の通りに比べ天井の高いアーケードが特徴。かつては「5」をシンボルにした吊り看板が使われていた。
- 通りには、イズミヤ（後述）が営業していた。

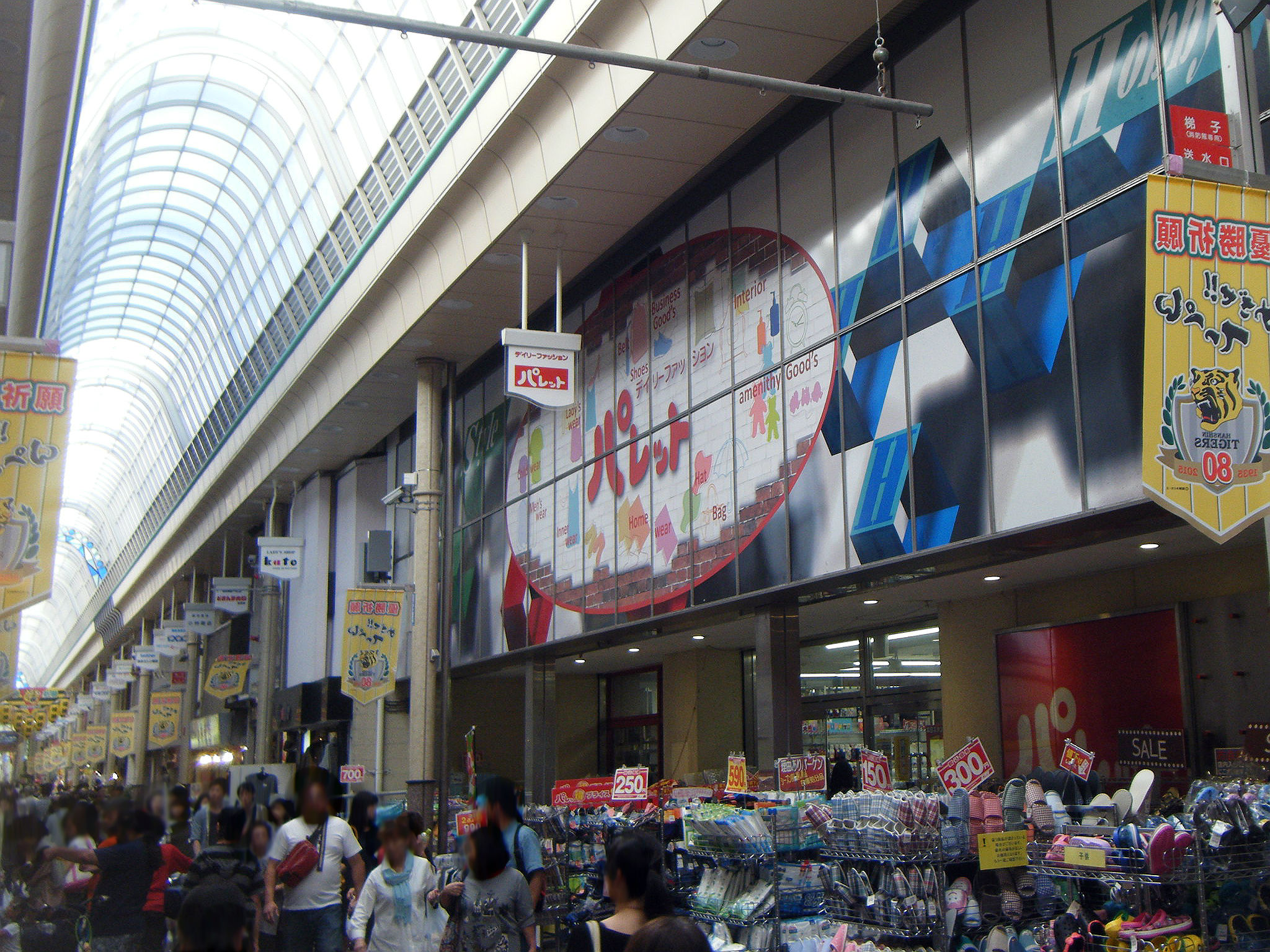
旧イズミヤ尼崎店　現在は衣料品店「パレット」が入居。

#### 三和本通商店街

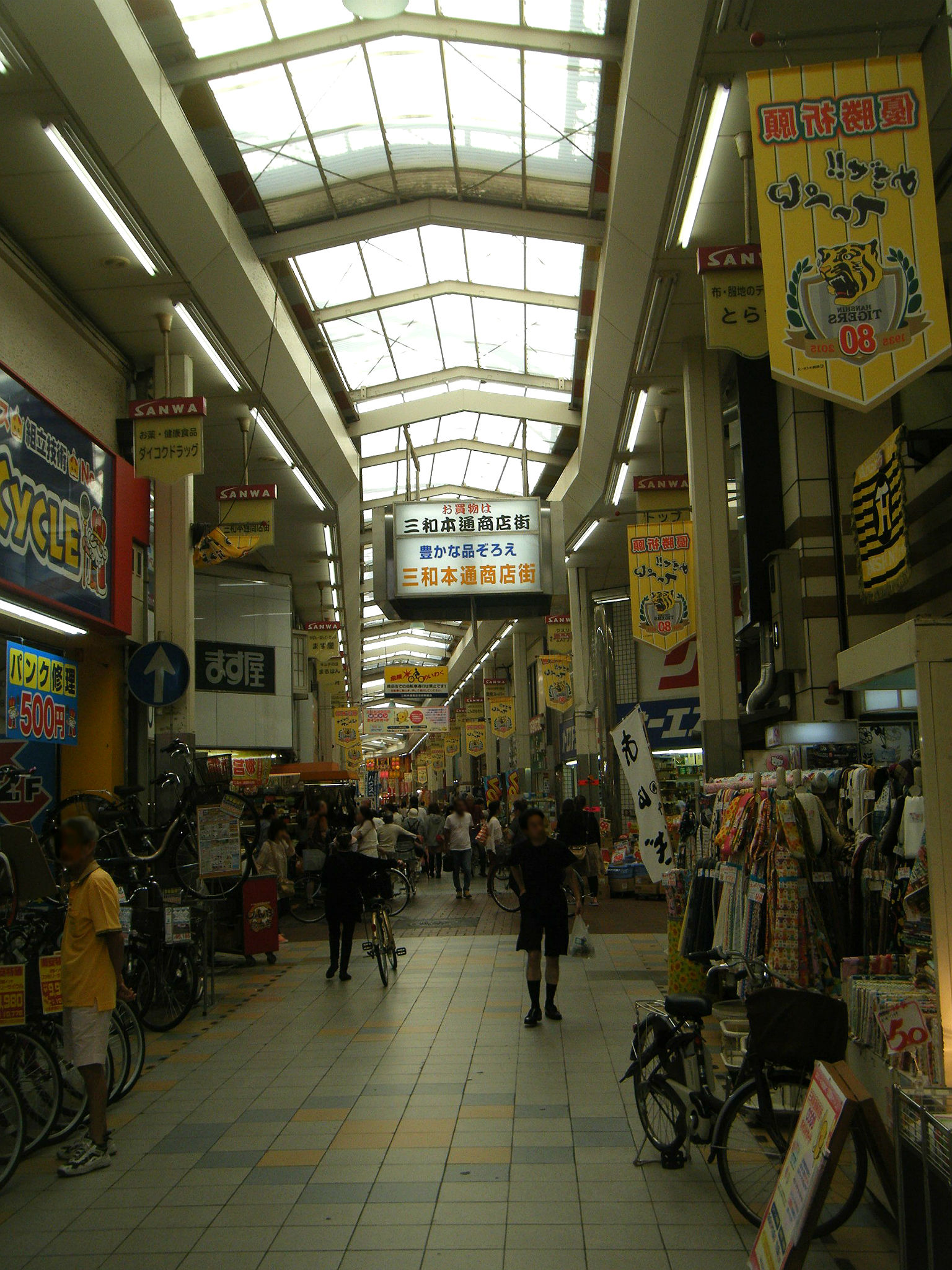
三和本通商店街

南北のメインとなる通り。地元で中央商店街を含む地域一帯が「三和」と呼ばれる由来はこの通りによるものが大きい。三つの輪がシンボルマーク。
- 三和本通商店街と新三和商店街は、共に終戦後間もなく玄番北之町付近にできた闇市をルーツとする[3]。
- 北端は国道2号の難波（なにわ）交差点に、南端は阪神電鉄の高架に面している。途中で東西に延びる中央五番街および三和西町商店会の通りと交差する。
- 2011年3月より地元出身のレーサー・小林可夢偉を応援する旗が通りに掲げられ、「カムイロード」の愛称も付けられた[4]。
- 通りの南寄りに「来恋夢神社」（くるむじんじゃ）が鎮座する。2014年11月15日、貴布禰神社の宮司により神事が行なわれ創建された[5]。天照大神と貴布禰大神を祭神とし、恋愛成就・縁結びの御神徳があるとの案内が掲げられている。入口には高さ約2mのピンク色の鳥居（形式は八幡鳥居と思われる）が建てられ、奥には賽銭箱と絵馬を飾るスペースがある[注 6]。
- 通りには、サティ（後述）が営業していた。

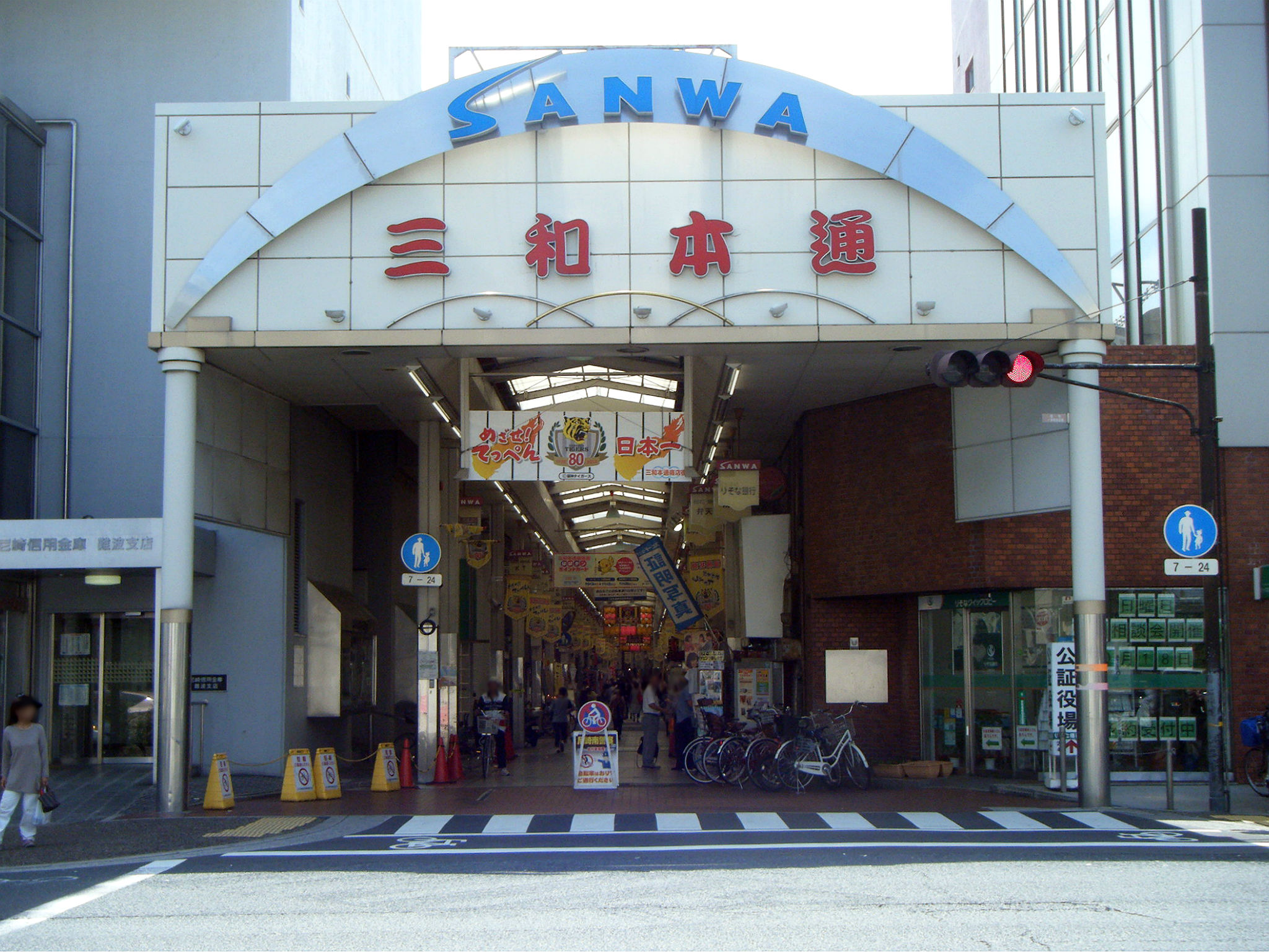
北側入口　国道2号に面している。
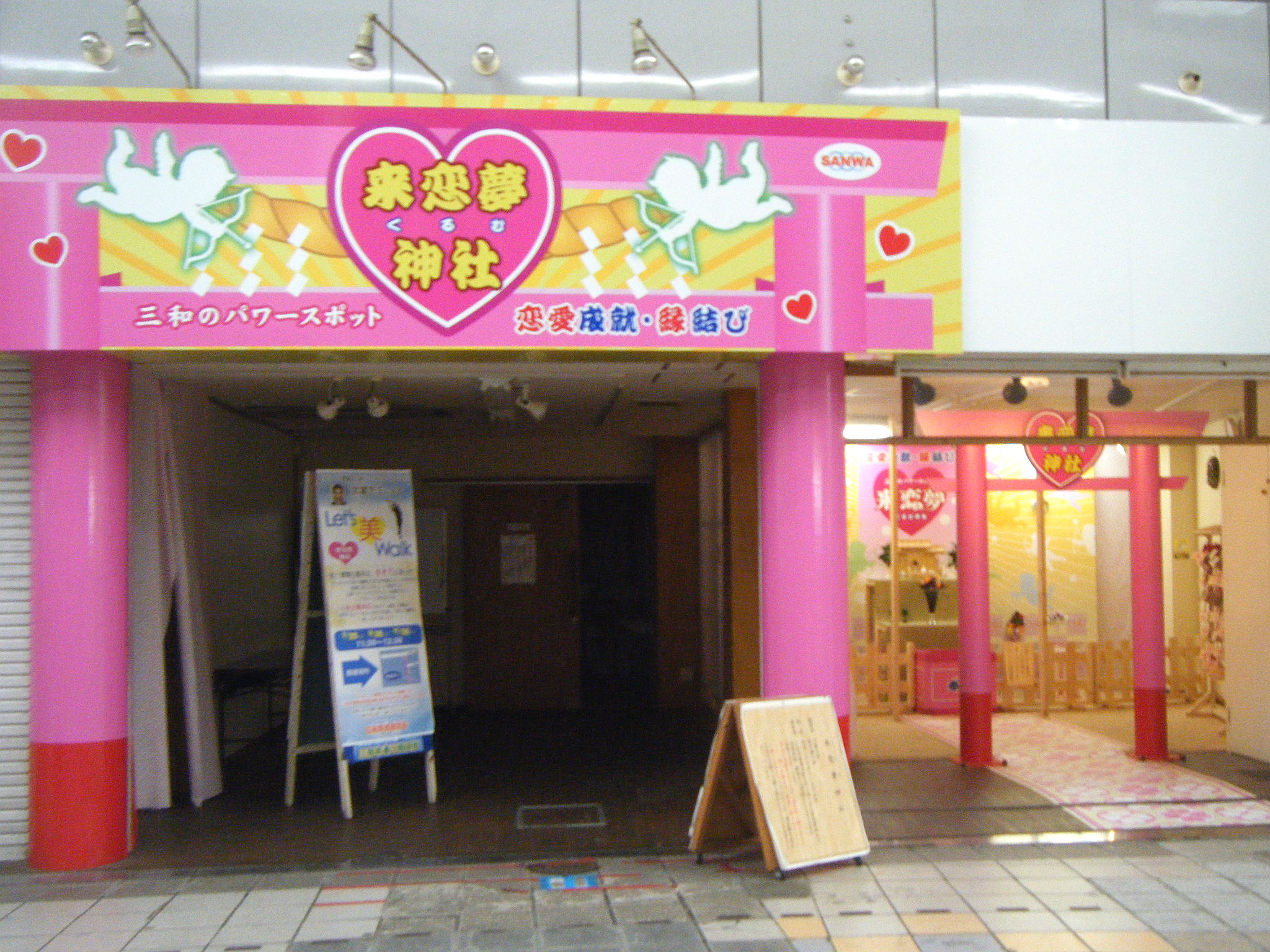
「来恋夢神社」　左奥にはバリアフリー対応トイレがある。

#### 三和西町商店会（三和WEST）

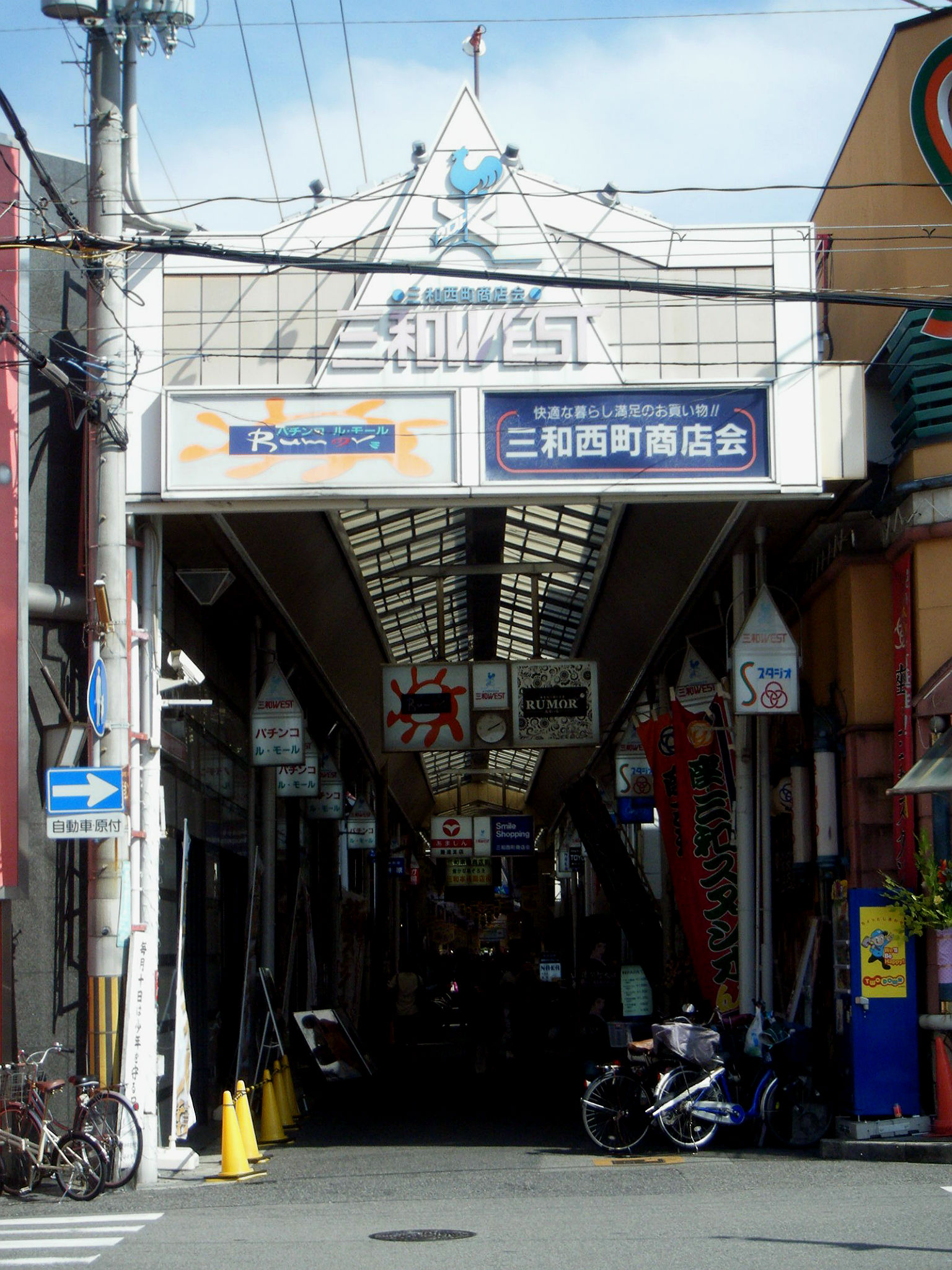
三和西町商店会・西側入口

中央五番街より三和本通を挟んで西方に延びる通り。
- 通りの西端に隣接して、ダイエー三和店（後述）が営業していた。当時のアーケードにはダイエーの大きな看板が掲げられていた。

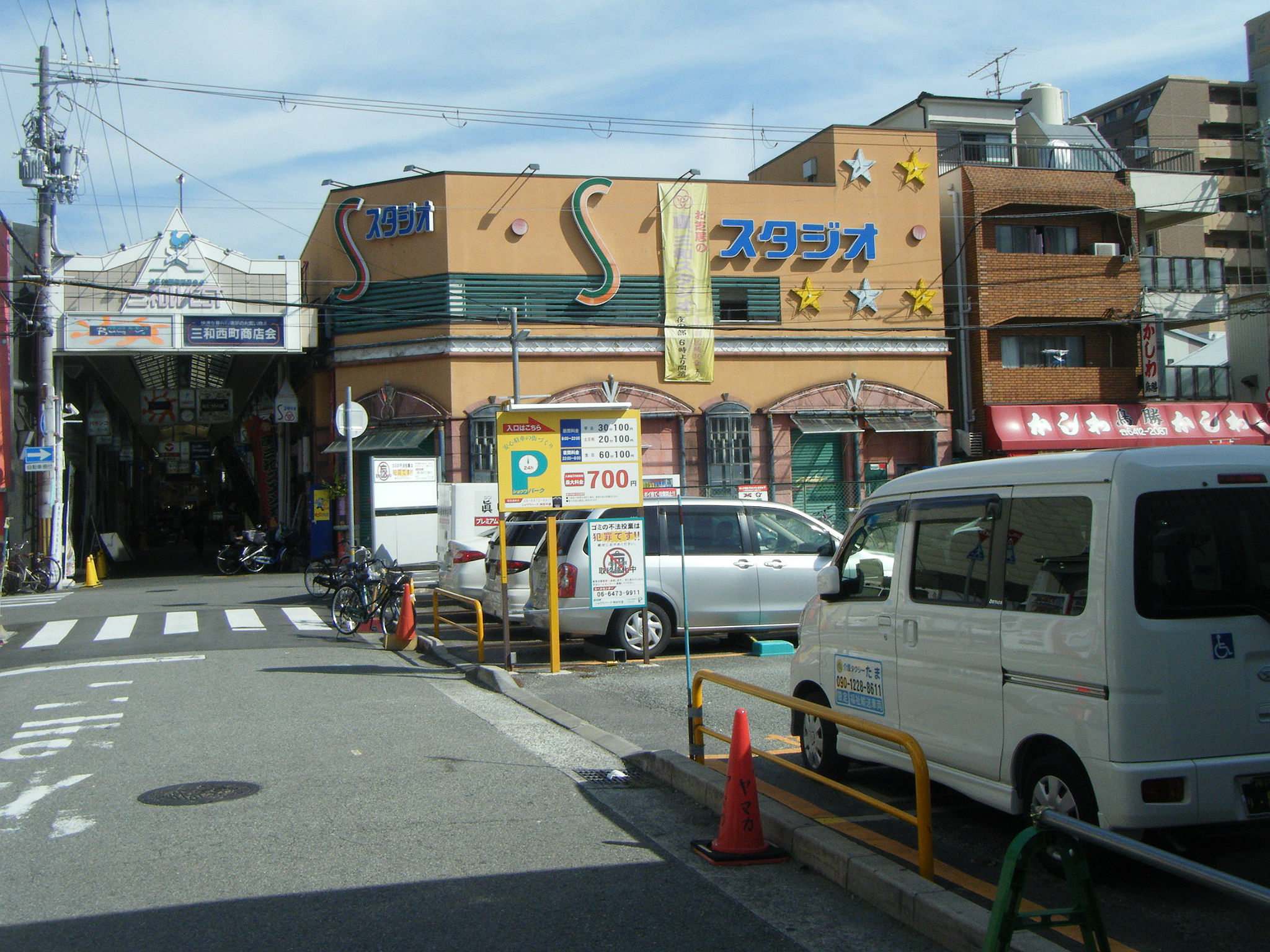
入口前の駐車場が、旧ダイエー三和店跡

#### サンロード（新三和商店街）

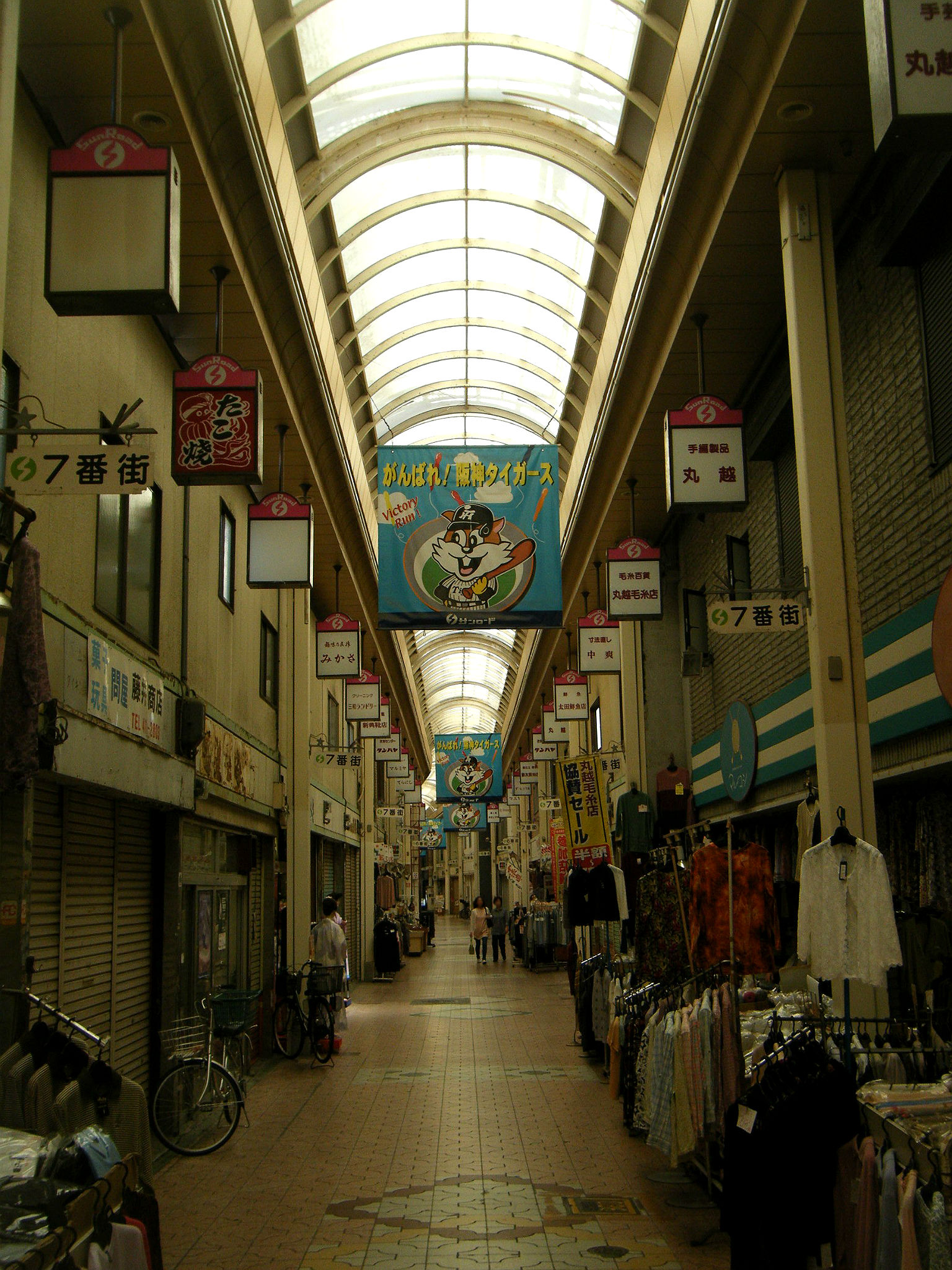
サンロード（新三和商店街）

三和本通商店街の西側に並行する南北の通りだが、南へ延びるに連れて通りの分岐や交差もある。
- 昭和20年代〜40年代頃には、近隣市からも買い物客が押し寄せた[3]。
- 交差点の路面には1982年のリニューアル時に、当時の阪神タイガースや阪急ブレーブスなどのプロ野球選手、関西で活躍する芸能人ら、48人の「手形」が埋め込まれている[6]。

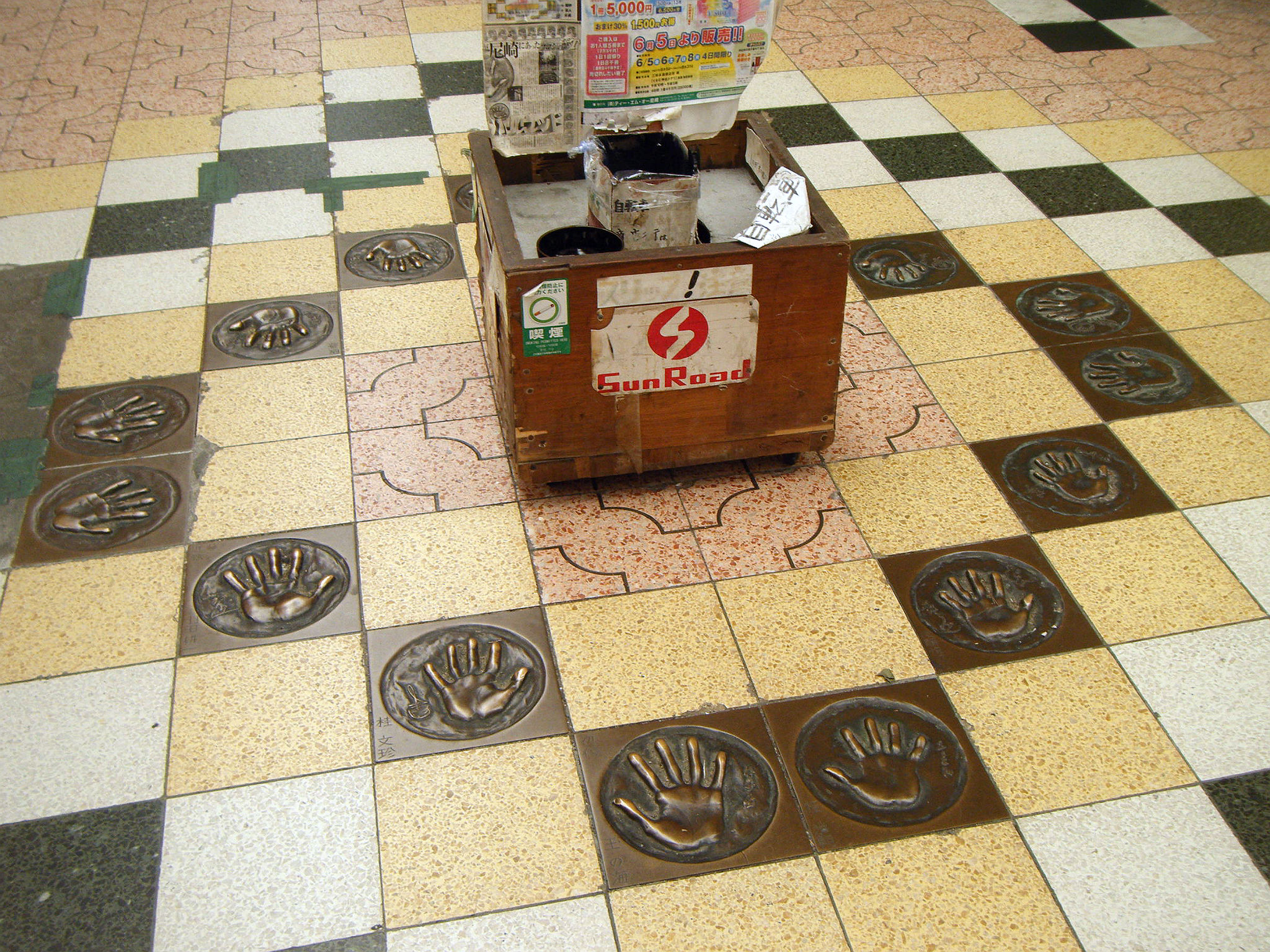
交差点の路面に埋め込まれた「手形」
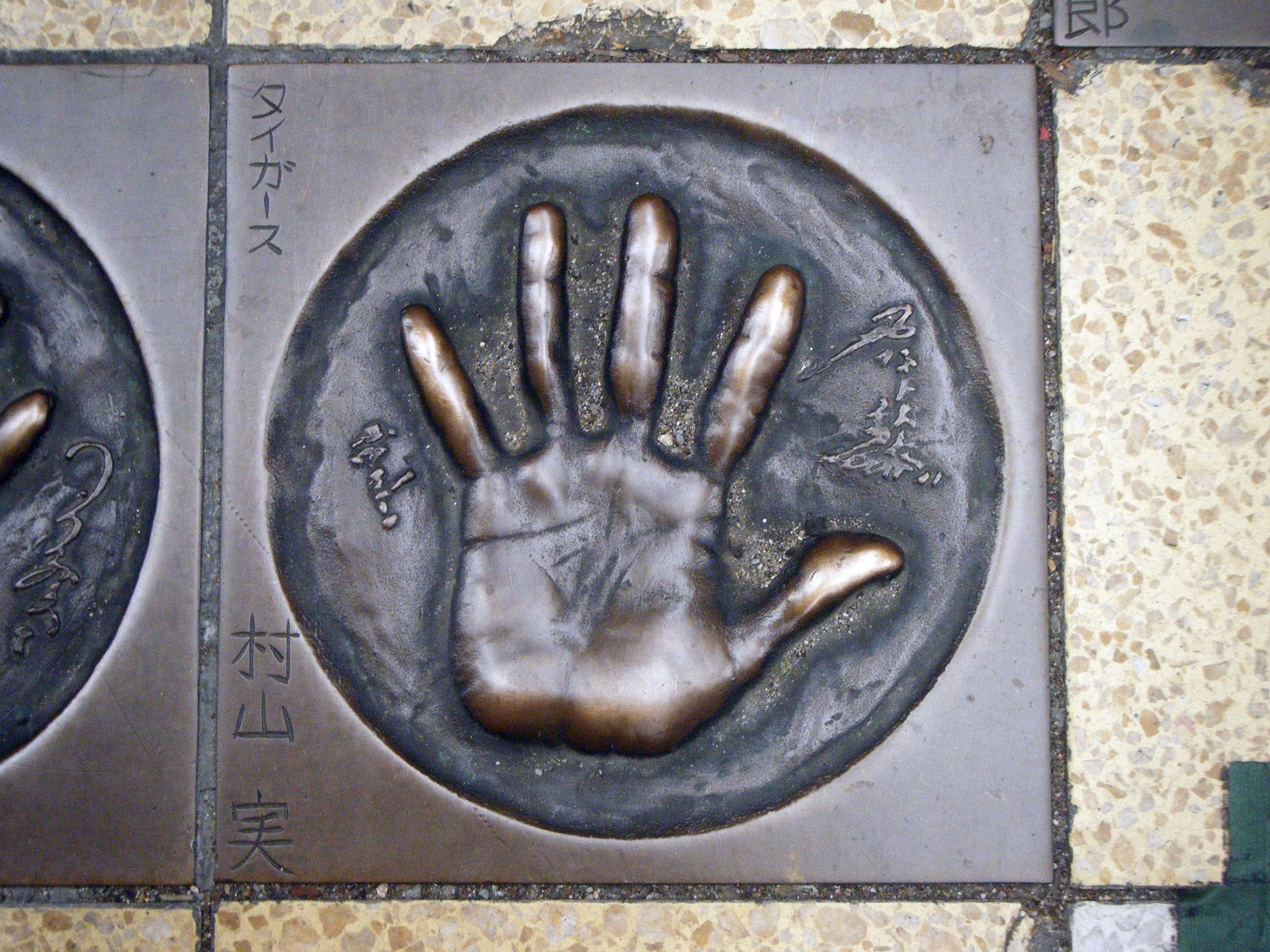
阪神タイガース・村山実選手の手形
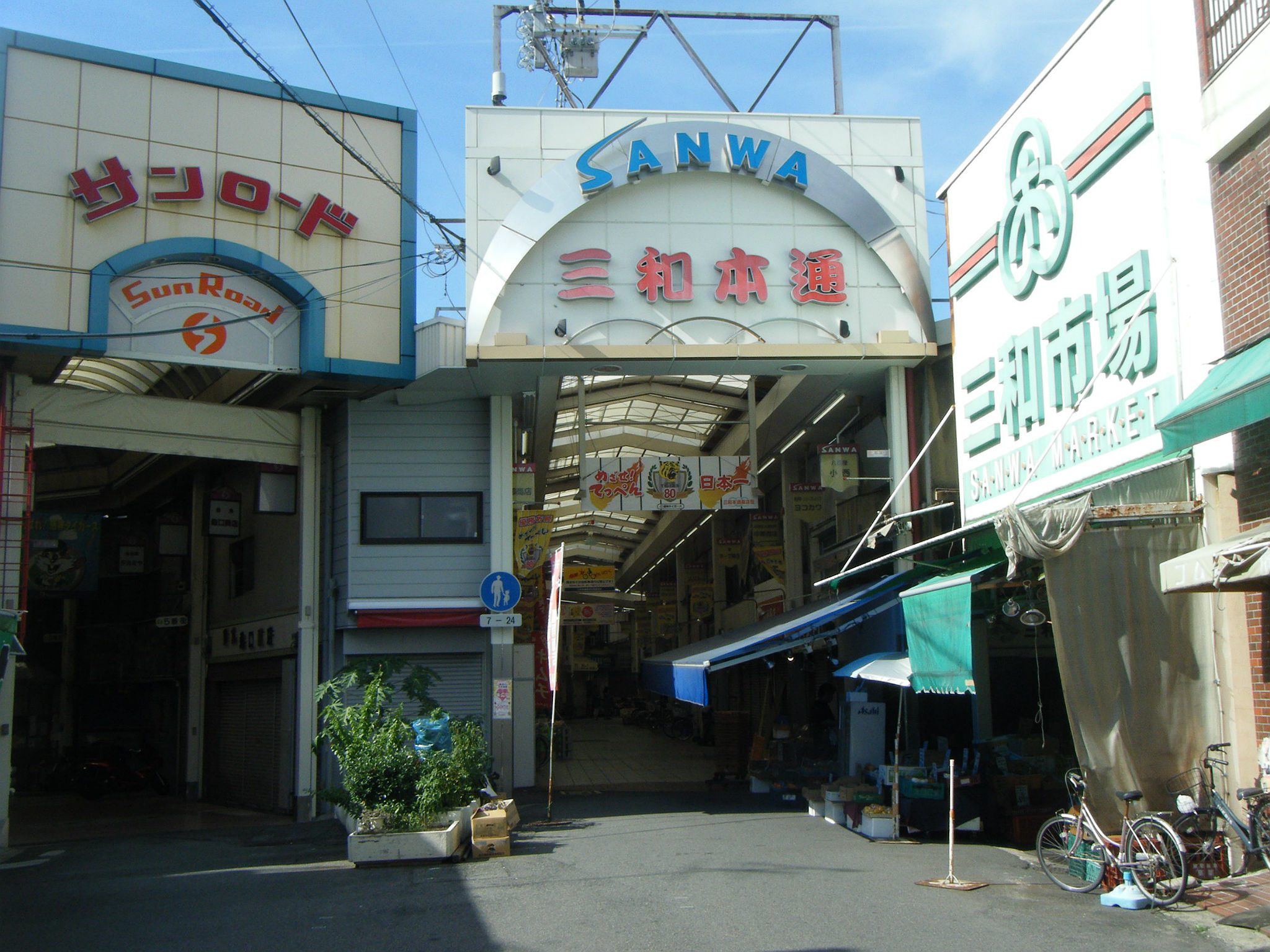
サンロード・三和本通・三和市場と並ぶ南側入口

#### ナイス市場

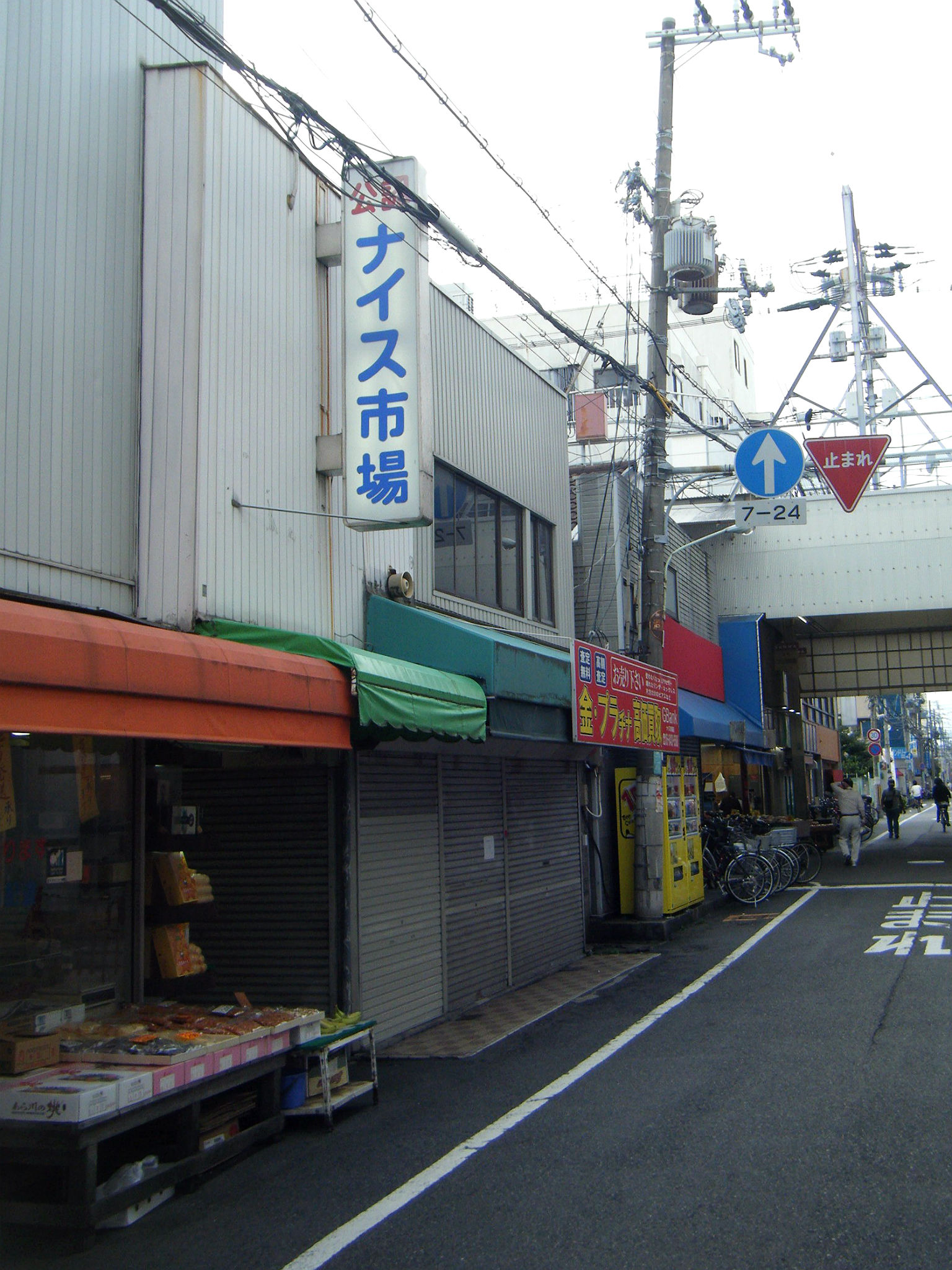
ナイス市場・北側入口

三和本通の東側に並行し、中央五番街から北側へ延びる通り。食料品や雑貨店が並ぶ市場。
- 2015年9月1日より一部建物の補修および解体工事に伴い、通路の一部も封鎖されている。

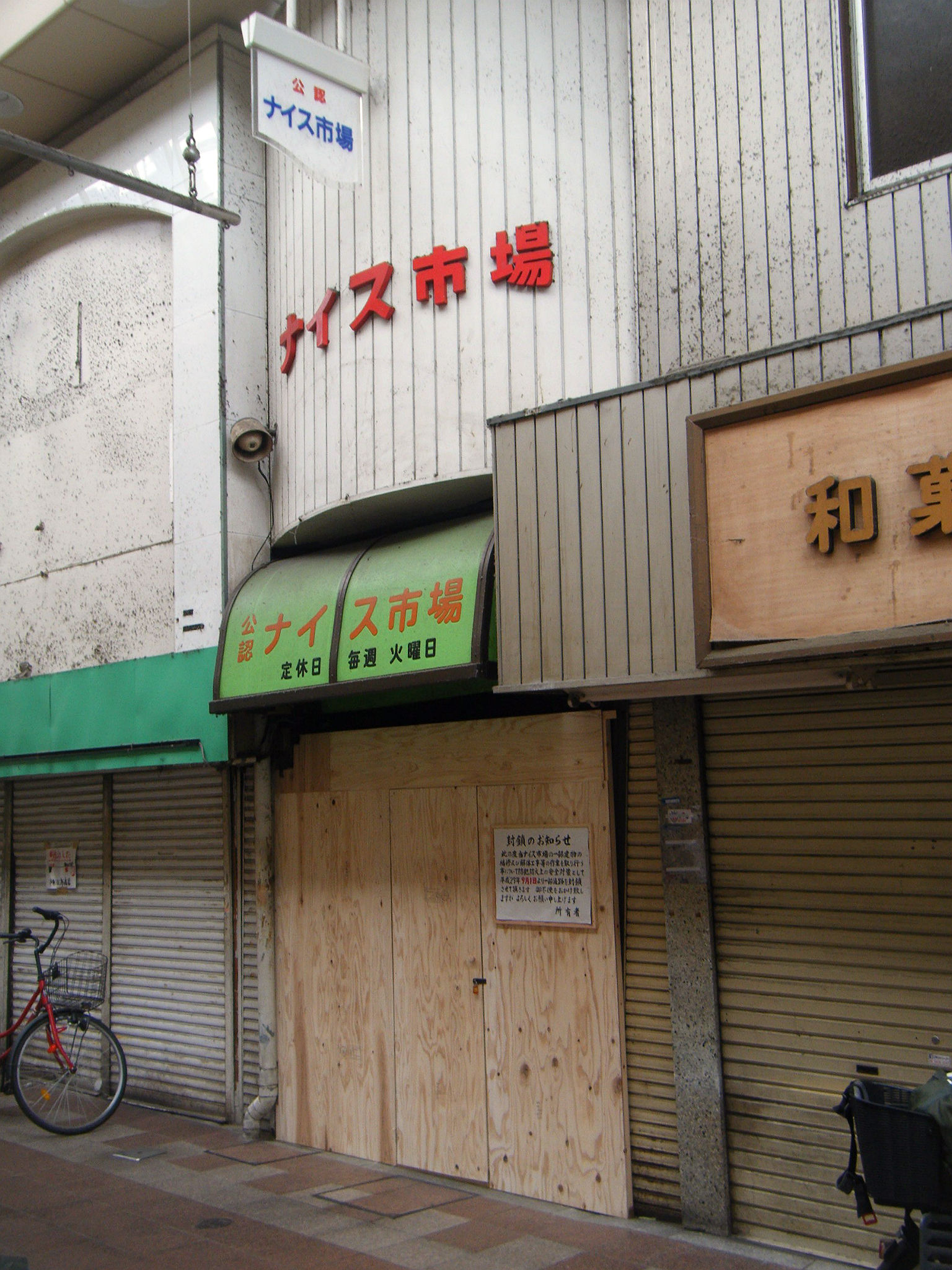
中央五番街に面した南側入口　工事に伴い、封鎖中。

#### シャンティかんだ

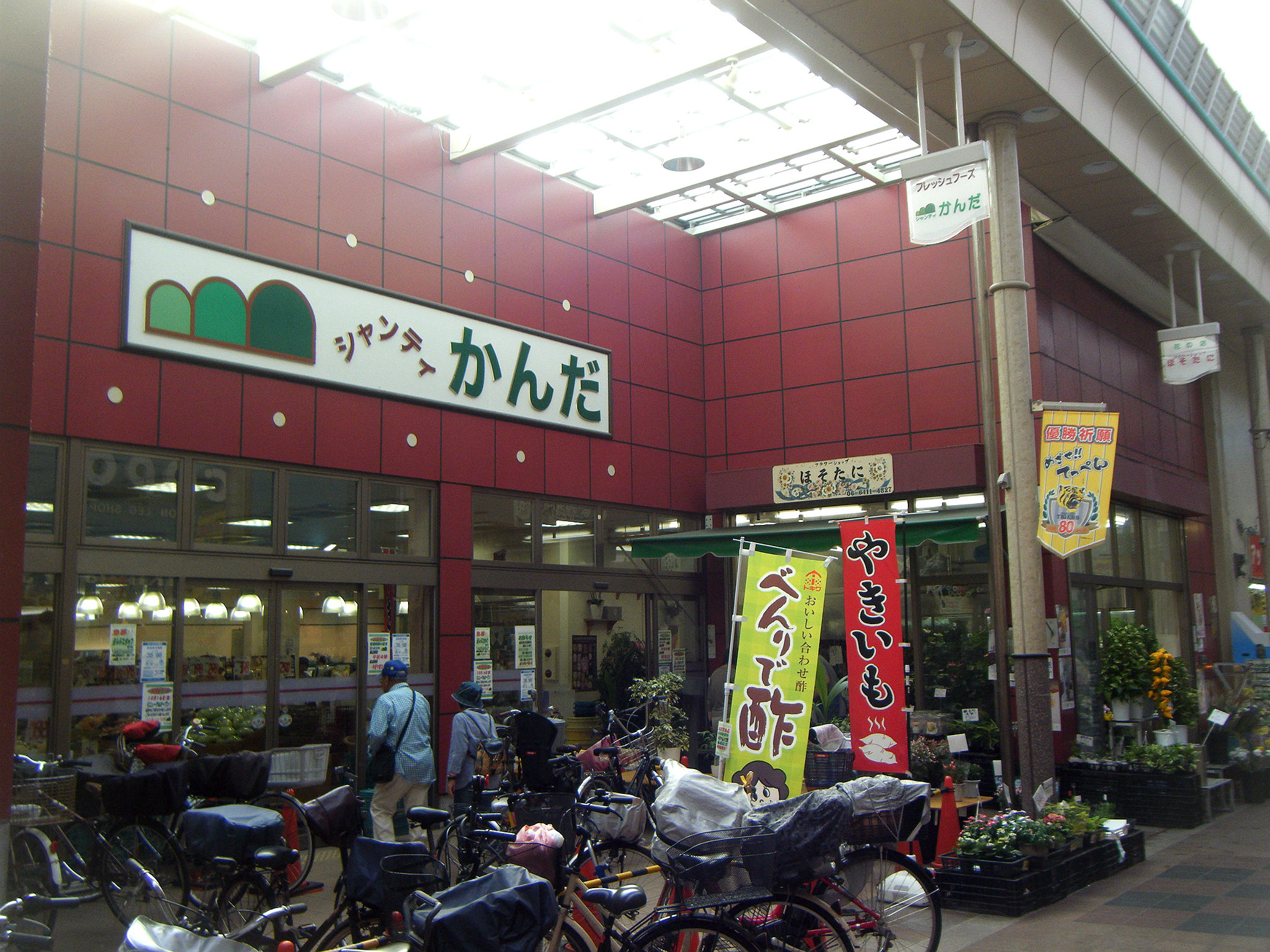
シャンティかんだ

中央五番街から南側の三和市場（後述）前にかけて、食料品や雑貨店が並ぶスーパーマーケット形式の店舗。旧神田市場からの建替え。
- 神田市場時代の店舗は、ロの字型の通路の両側を店が囲む形で存在していた。

#### 三和市場（尼崎横丁）

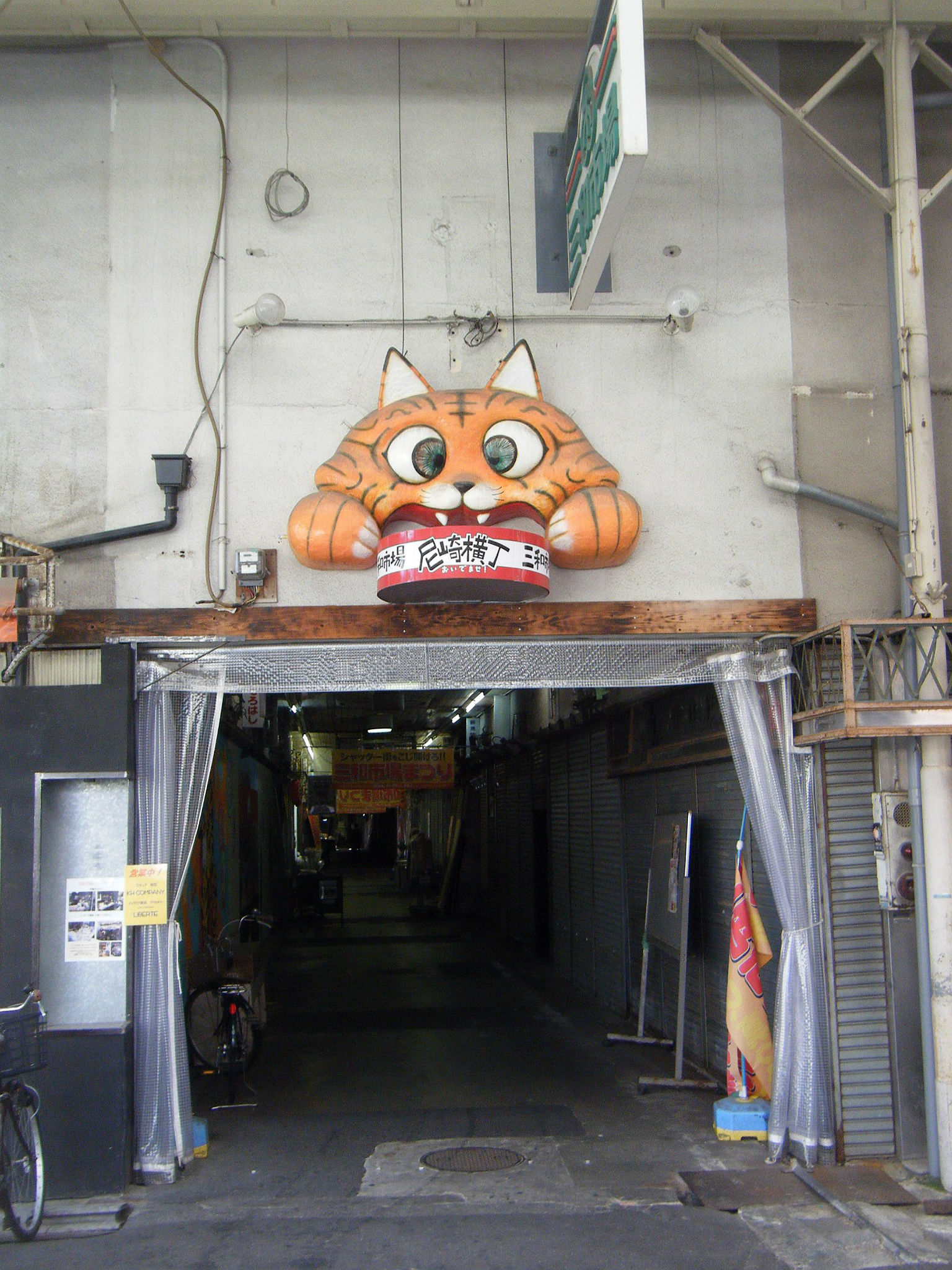
三和市場の北側入口　サブカル系等の店舗が集中している。

三和本通の東側に並行し、シャンティかんだの裏側（三和栄筋）より南へ延びる通り。食料品や雑貨店が並ぶ市場。
- 第二次世界大戦前からの長い歴史を持つ[3]。
- 2010年代に入り、ライブハウスやサブカル系店舗の入居が増えている。

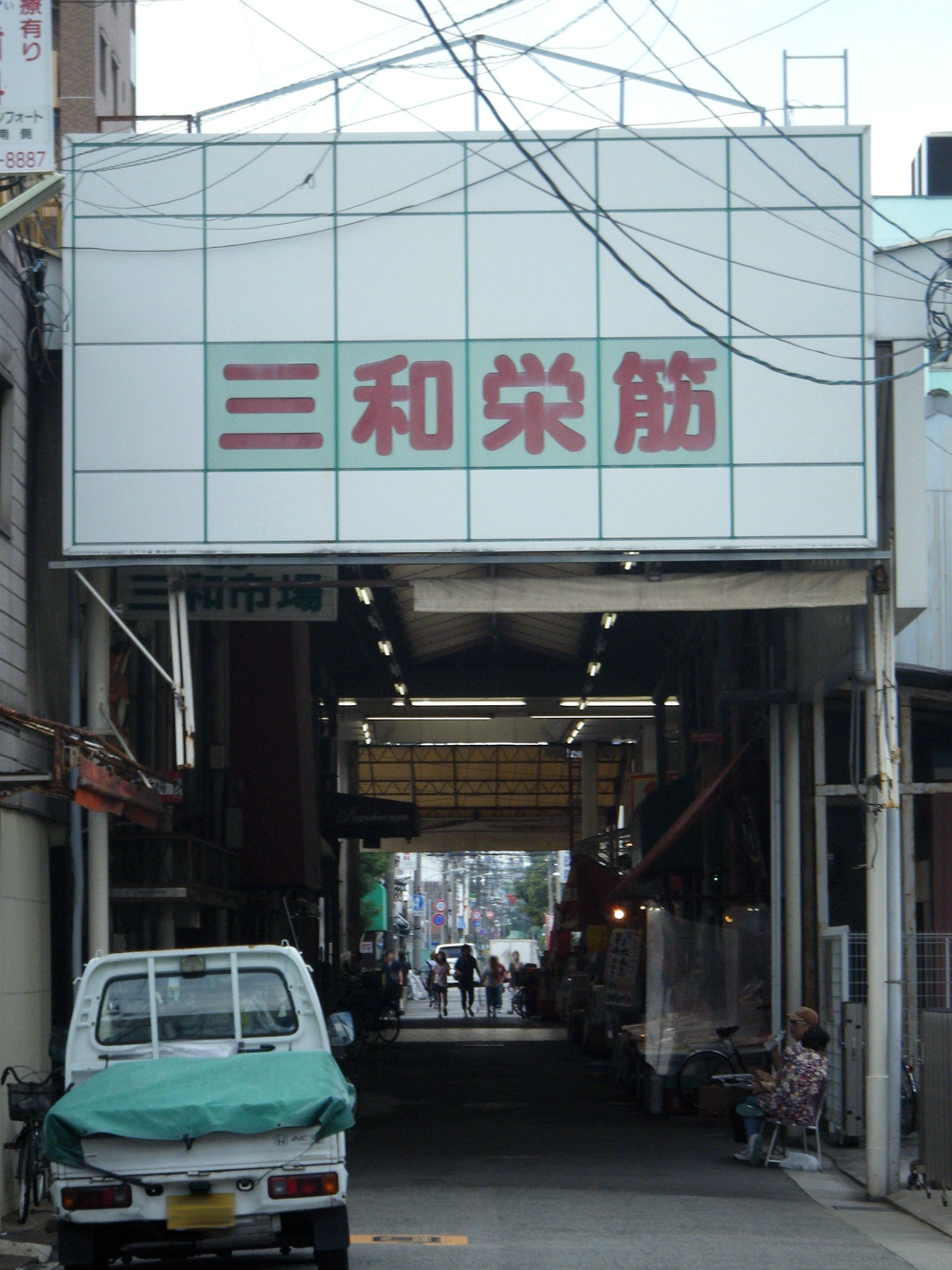
三和栄筋　三和本通と交差し、シャンティかんだと三和市場を結ぶ通り。
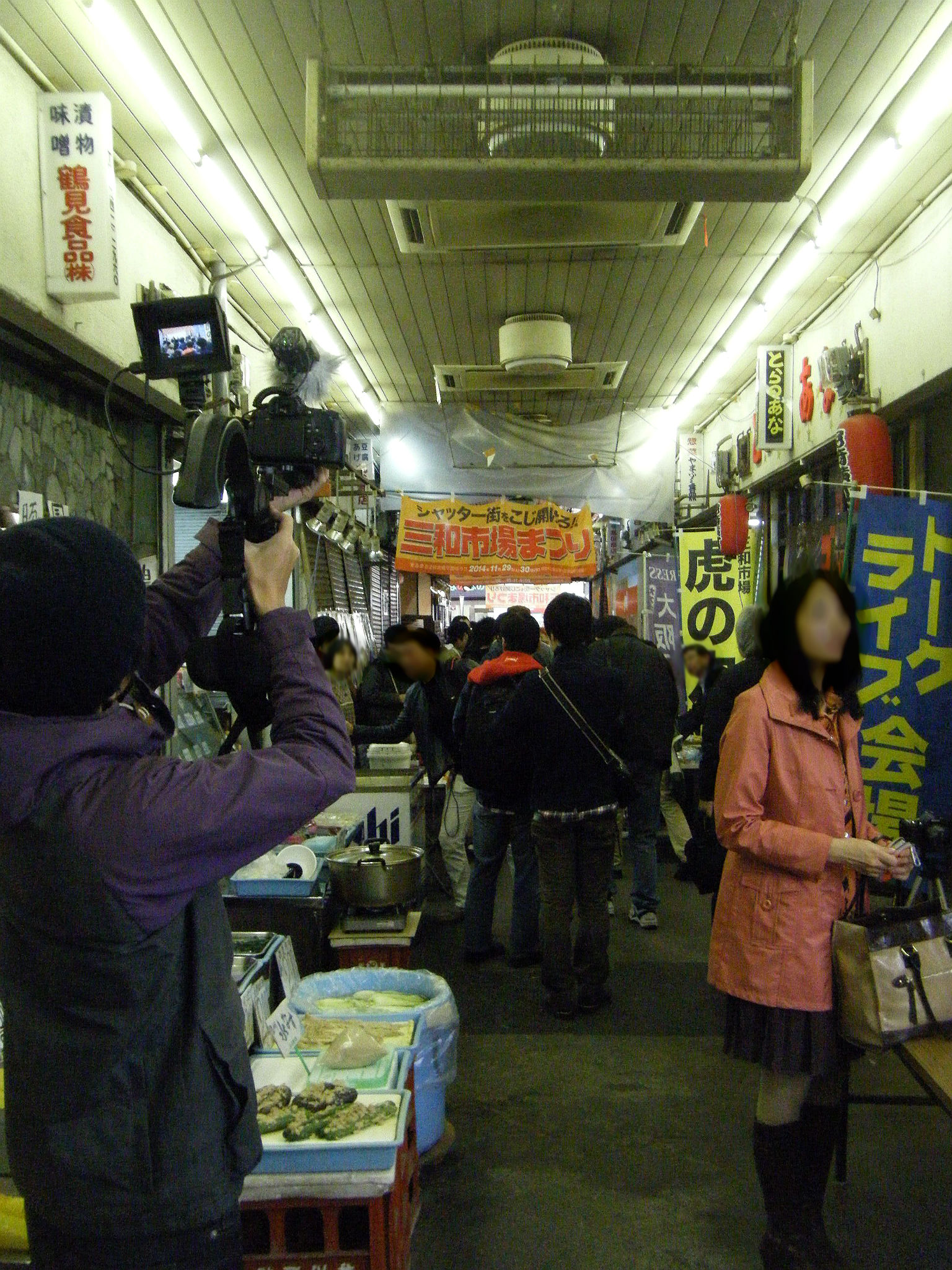
「三和市場まつり[7]」で賑わう通り（2014年11月30日）
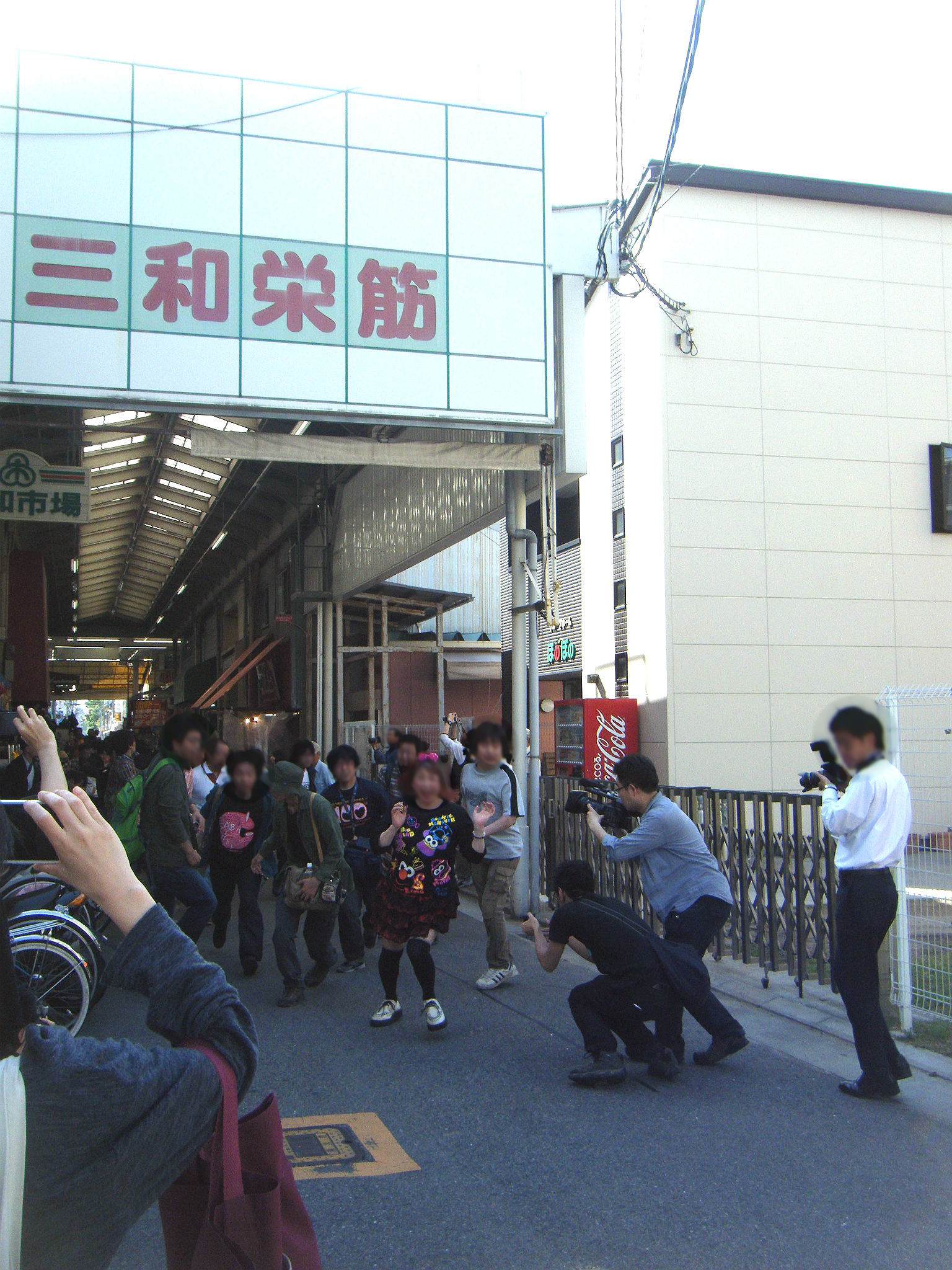
イベント「怪獣市場デラックス2[8]」にて、田口清隆監督による自主制作映画撮影

### 駅前商業施設

#### アマスタ アマセン（AMASTA AMASEN）

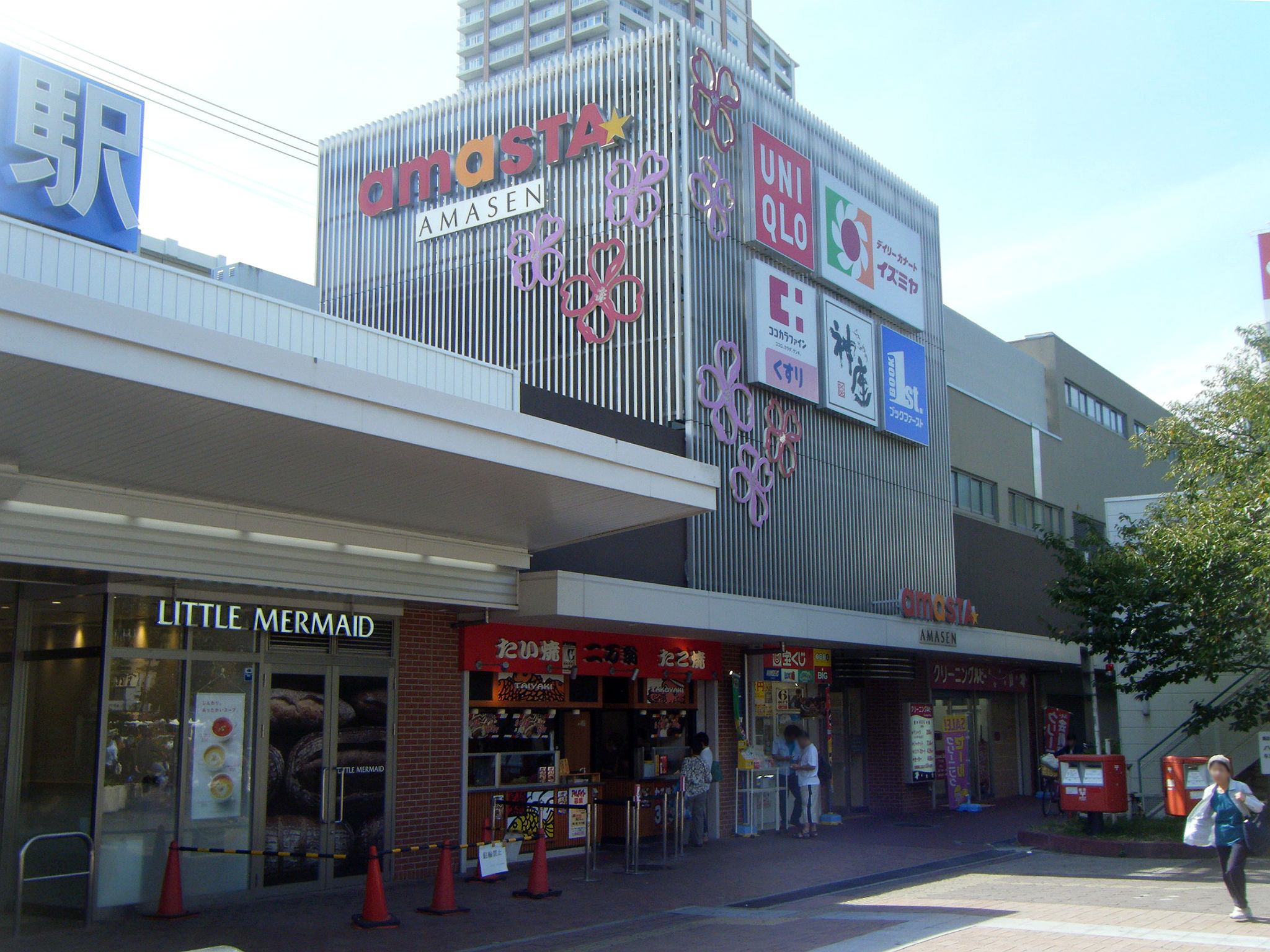
アマスタ アマセン

阪神尼崎駅高架下に展開する専門店街で、阪神電気鉄道の子会社・阪神不動産が運営。前身は1964年4月21日にオープンした「尼センデパート」。当時は阪神不動産の前身企業である尼崎センター（阪神電気鉄道の子会社）が所有。運営は中央商店街や三和商店街の有力者などが出資した株式会社尼専デパート（あませんデパート、2012年5月1日自己破産）が行っていた。
- 2012年4月23日、リニューアル工事のため全館一時閉店。同年11月30日に「アマスタ アマセン」として1期オープン[13]。2013年4月18日にグランドオープンとなった[14]。

#### リベル

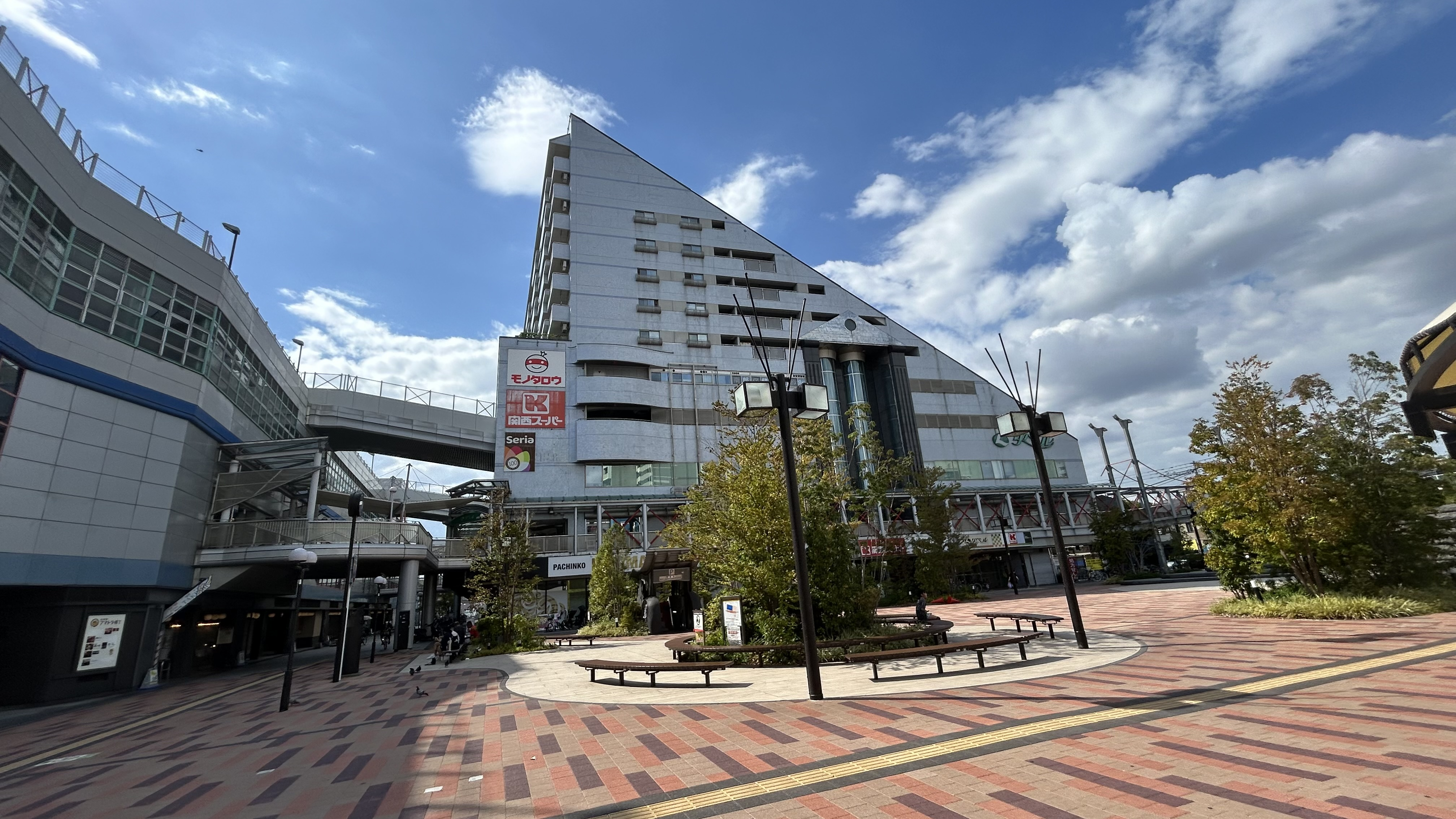
リベル

阪神出屋敷駅前の再開発ビル。駅前の商店街にあった店舗を内包し、1990年3月21日に商業施設がオープン。旧三和店より移転したダイエー出屋敷店が核テナントとなった。
- ダイエー出屋敷店は2005年10月31日に閉店。これに前後して3階〜地下1階に渡る専門店の大半が撤退した[注 7]。
- その後空店舗の2階には、一時期ザ・ダイソーが入居していたほか、2006年10月20日、ミドリ電化（現・エディオン）が旧尼崎店より移転オープンした[15]が2017年12月31日に閉店[16]。
- 1階には、2008年4月26日に関西スーパー（後述）が開店し[17]、2014年1月28日にセリアが開店している。
- 3階は事務所フロアに改装され、2013年10月1日より尼崎市無料職業紹介窓口「しごと支援課」が入居しているほか[18]、2014年1月より工業用品と事務用品のネットスーパー『モノタロウ』を運営する通販会社MonotaRO（モノタロウ）本社が入居している[19]。

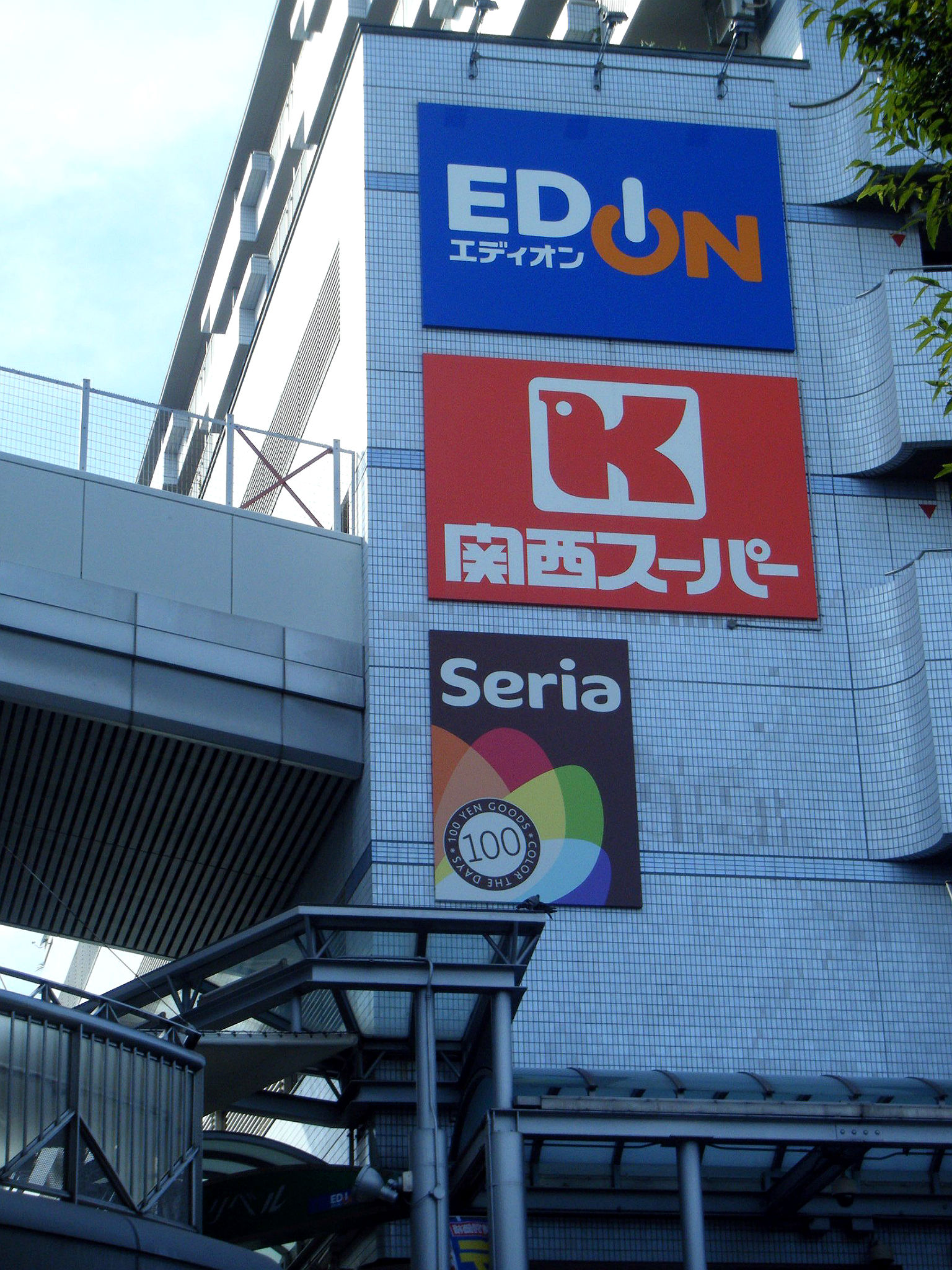
ダイエー撤退後に入居した、各店舗
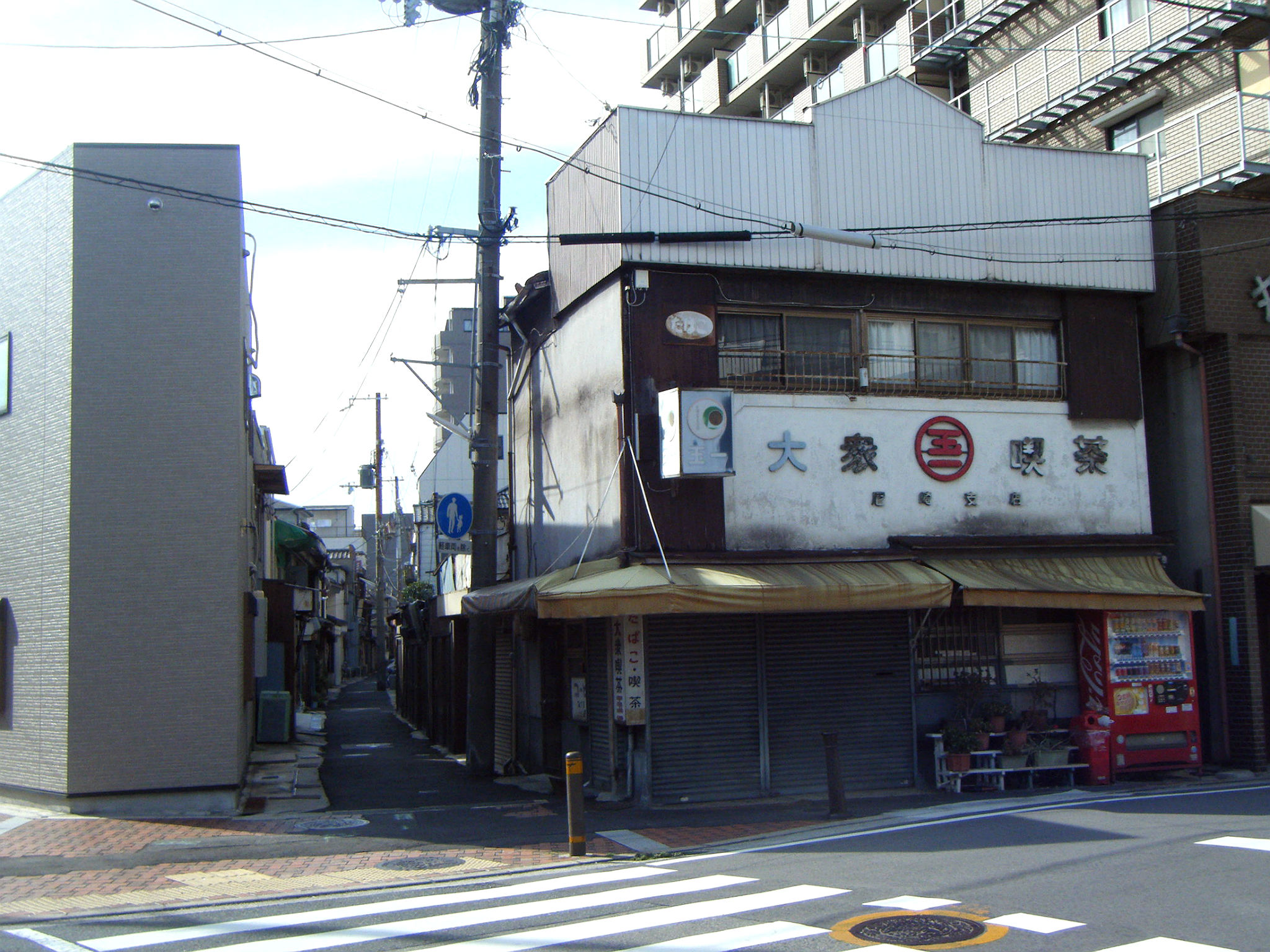
リベルの東方に延びる「出屋敷中通り商店街」　通りに架けられていたアーケードは撤去されている。

### チェーンストア
かつては、商店街の中や隣接地域に多くの大手チェーンストアが出店していた。かつての店はダイエー・トポス以外の店舗では食料品は扱わず、衣料品や雑貨のみ扱う店であった。集客施設の意味合いもあったが、店舗の老朽化や業績から1990年代以降相次いで閉鎖された。現在は撤退した大手チェーンに代わり食料品をメインに扱うチェーンストアが進出してきている。

#### 関西スーパー出屋敷店
ダイエー出屋敷店のあった、出屋敷駅前のリベル1階に2008年4月26日に開店。食料品を取り扱う。

### 過去に営業していた店舗

#### トポス尼崎店
三和本通の西側、国道2号沿い。1966年11月にダイエー尼崎店として開店。尼崎市では実質初の大型スーパー（地上5階、地下1階）であったが、当時は周辺の反対が強い中でのオープンであった。ダイエー当時は最上階に食堂があった。1982年3月6日にディスカウント店のトポスに業態転換した。
- 2004年の産業再生機構入りを含めたダイエー再建計画の中で閉鎖対象になり、その時点では閉鎖を免れたものの、建物の老朽化が進んでおり[注 8]、2010年2月28日に閉鎖した。
- 末期はザ・ダイソーが4階テナントとなっていた。

#### ダイエー三和店
1969年12月、経営が成り立たなくなった「西尼専デパート」の跡地に開店。住所は尼崎市中通6-211。ダイエー尼崎店とは100m程度しか離れていなかった。
- 前述した尼崎店のトポスへの業態変更と前後して改装されてフードコートが設置された。
- 1990年3月11日に出屋敷駅への出店にともない閉鎖。跡地は駐車場となっている。

#### ダイエー出屋敷店
前述の三和店を事実上移転する形で1990年3月21日にオープン。リベル3階〜地下1階のフロア西半分に入居した。
- 経営再建策の中で閉鎖対象店舗の中にトポス尼崎店とともに入っていたが、当店のみ2005年10月31日に閉鎖となった（過去に存在したダイエーの店舗も参照）。
- その後ダイエーの店舗跡には、エディオン（旧ミドリ電化尼崎店の移転）、関西スーパーが開店している。

#### 長崎屋尼崎店
1970年4月26日開店。
中央四番街に店舗があった。衣料品・雑貨のみの扱い。
- 1990年3月18日に発生した火災で15人の犠牲者を出し、その後再開することなく閉店[注 9]。
- 長らく更地であった跡地には、2004年にマンションが建設された。
- 火災の教訓から商店街では、毎年3月18日を「防災の日」として消防訓練を行っている。

#### 尼崎サティ
三和本通商店街に旧マイカルが1965年5月30日に「ニチイ尼崎店」としてオープン。1985年に「サティ」へ名称変更した。その後「ビブレ」「マイカルナック」と業態変更を経て2002年に閉店。いずれも衣料品中心の店舗であった。
- 撤退後ビルは改装され、2004年にパチンコ店「Step One」と大衆演劇劇場の尼崎天満座[注 10]が同居していたが、2007年完全閉店。
- 2008年には100円ショップ「100きんランド尼崎中央店」が中央商店街より移転、ビルの1階に入居していたが、2011年に運営企業「ジャストワン」の経営破綻に伴い閉店。
- 2012年にパチンコ店「キコーナ」が入居している。

#### イズミヤ尼崎店
中央五番街にあった。雑貨・衣料品のみの扱い。2008年8月に閉店。のちに衣料品店のパレットが入居し営業している。

#### スーパー玉出尼崎店
旧トポス尼崎店の空ビル1階に、2010年12月12日に開店。大阪府を地盤とするスーパー玉出にとって初めての兵庫県進出である。24時間営業。食料品を扱う。2011年6月9日、2階にイトウゴフクが開店。
2024年6月20日に閉店。

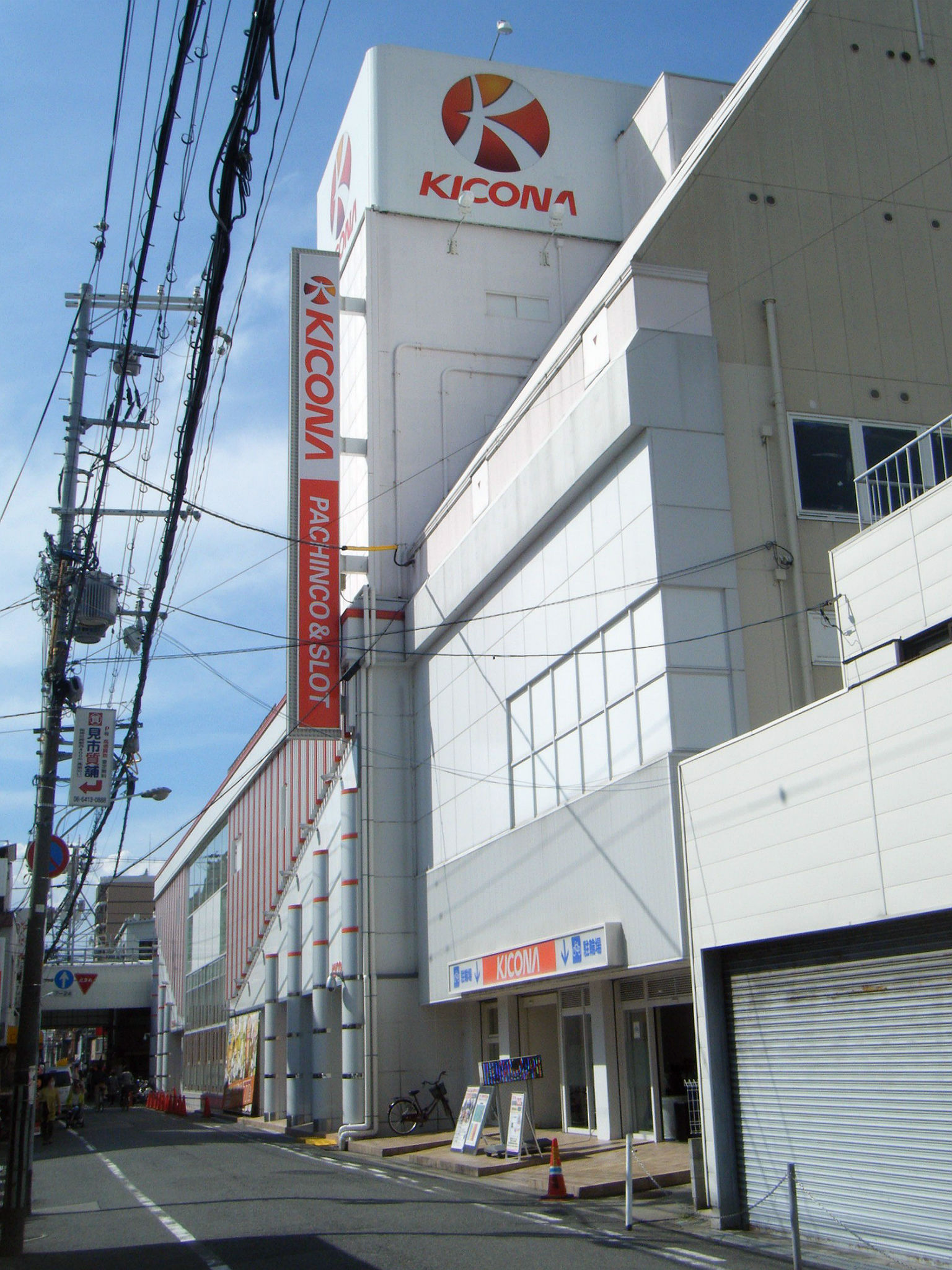
旧尼崎サティ　現在はパチンコ店「キコーナ」が入居。
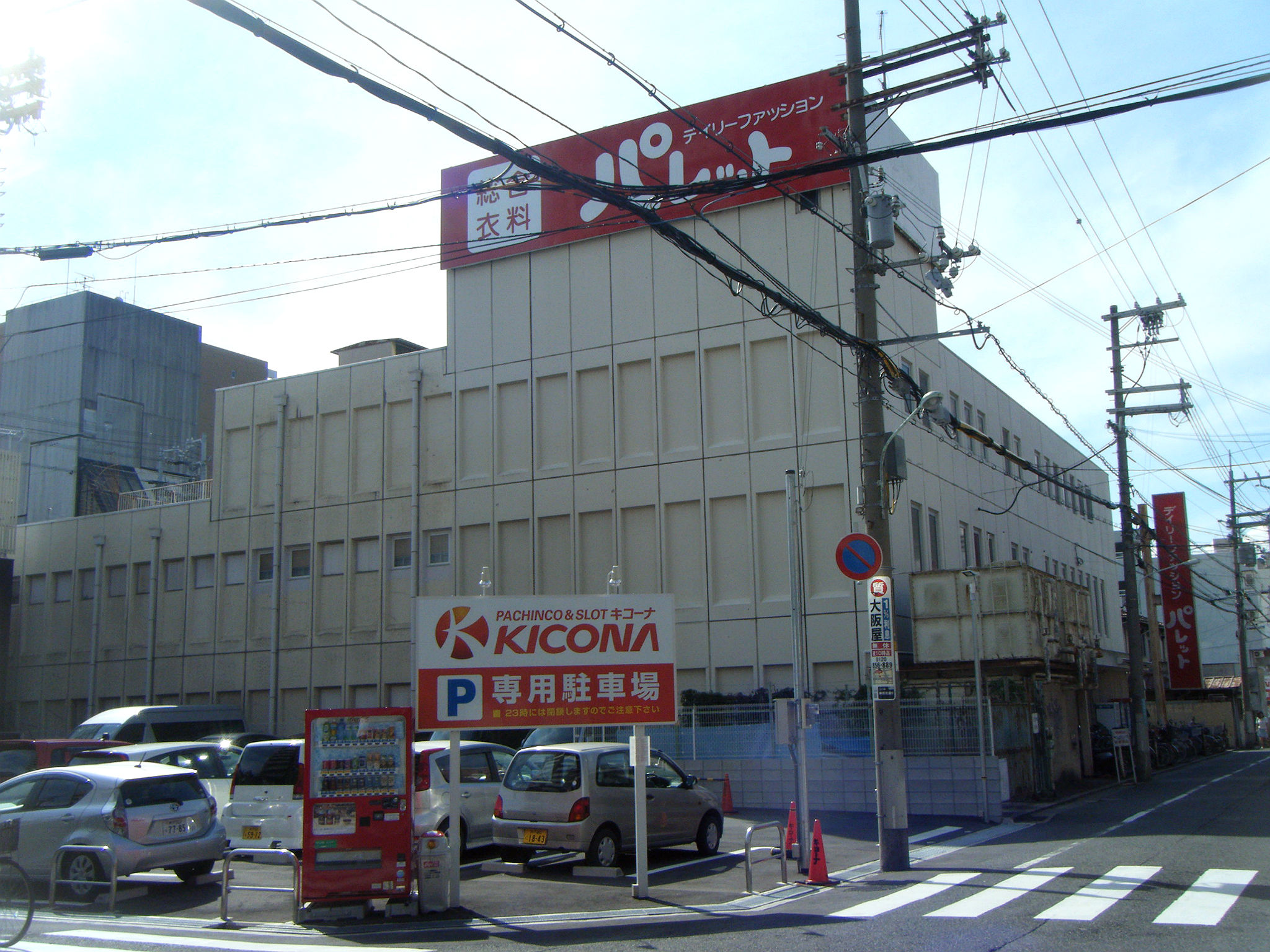
旧イズミヤ尼崎店　現在は衣料品店「パレット」が入居。
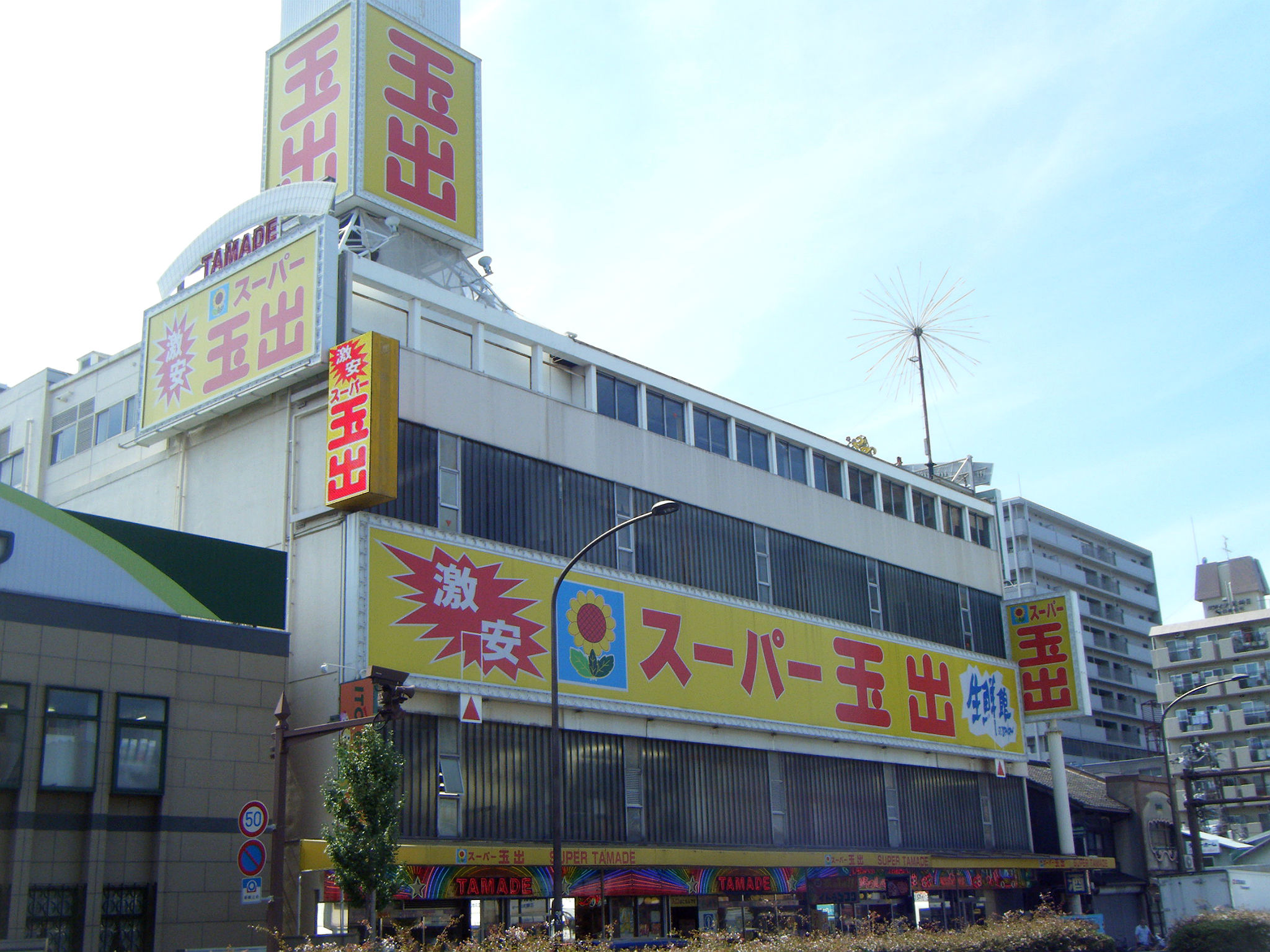
営業当時のスーパー玉出尼崎店

## 交通

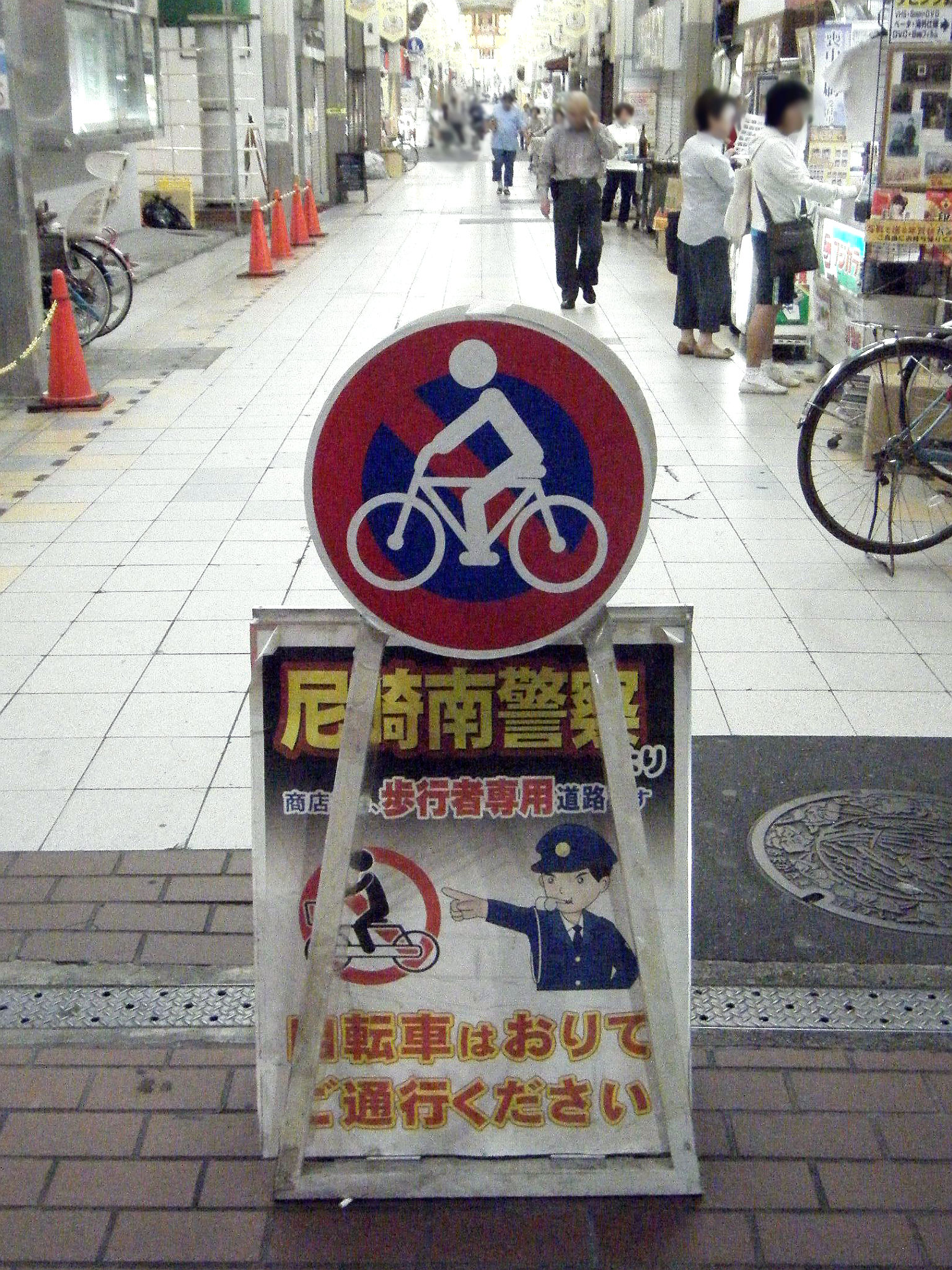
自転車通行禁止案内（三和本通商店街）

商店街提携の駐車場が周囲に用意されているのでマイカー等で来ることも可能だが、回遊性を考えると鉄道・バスの利用が望ましい。
また自転車で来店の場合、商店街の通りは歩行者専用道路のため、自転車を押しながら歩く必要がある。

### 鉄道
- 阪神尼崎駅または出屋敷駅下車。中央商店街方面は阪神尼崎駅、三和本通・サンロード方面は出屋敷駅が最寄り。

### バス
- 阪神尼崎駅前に阪神バス、阪急バスの路線が集まる。バス路線は宝塚駅や川西能勢口駅からの路線、さらに関西国際空港からのリムジンバスも発着する。
- 阪神出屋敷駅前にも阪神バスが市内各地から発着する。
- 中央商店街方面への最寄バス停は、前述の「阪神尼崎」の他、阪神バスの「東難波（ひがしなにわ）」「難波（なにわ）」等。
- 三和本通方面への最寄バス停は、阪神バスの「難波」または同バス尼崎市内線の「昭和通八丁目」「竹谷小学校」等。